# Bry-sur-Marne
Pour les articles homonymes, voir Bry.
Bry-sur-Marne est une commune française située dans le département du Val-de-Marne, en région Île-de-France.
Desservie par une station du RER A (Bry-sur-Marne RER), Bry-sur-Marne fait partie du secteur 1 de la ville nouvelle de Marne-la-Vallée, Porte de Paris avec Noisy-le-Grand et Villiers-sur-Marne.
Elle devient connue en partie grâce aux Studios de Bry-sur-Marne et à l'Institut national de l'audiovisuel (INA).

## Géographie

### Localisation

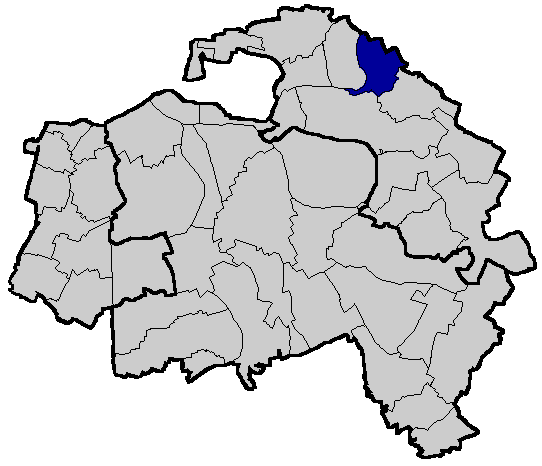
Situation de Bry-sur-Marne dans le Val-de-Marne

Bry-sur-Marne est située dans le grand Bassin parisien, entre les villes du Perreux-sur-Marne à l'ouest, de Noisy-le-Grand au nord, de Villiers-sur-Marne à l'est et de Champigny-sur-Marne au sud.

### Communes limitrophes
Les communes limitrophes sont Neuilly-Plaisance, Noisy-le-Grand, Champigny-sur-Marne, Le Perreux-sur-Marne, Villiers-sur-Marne et Nogent-sur-Marne.

### Hydrographie

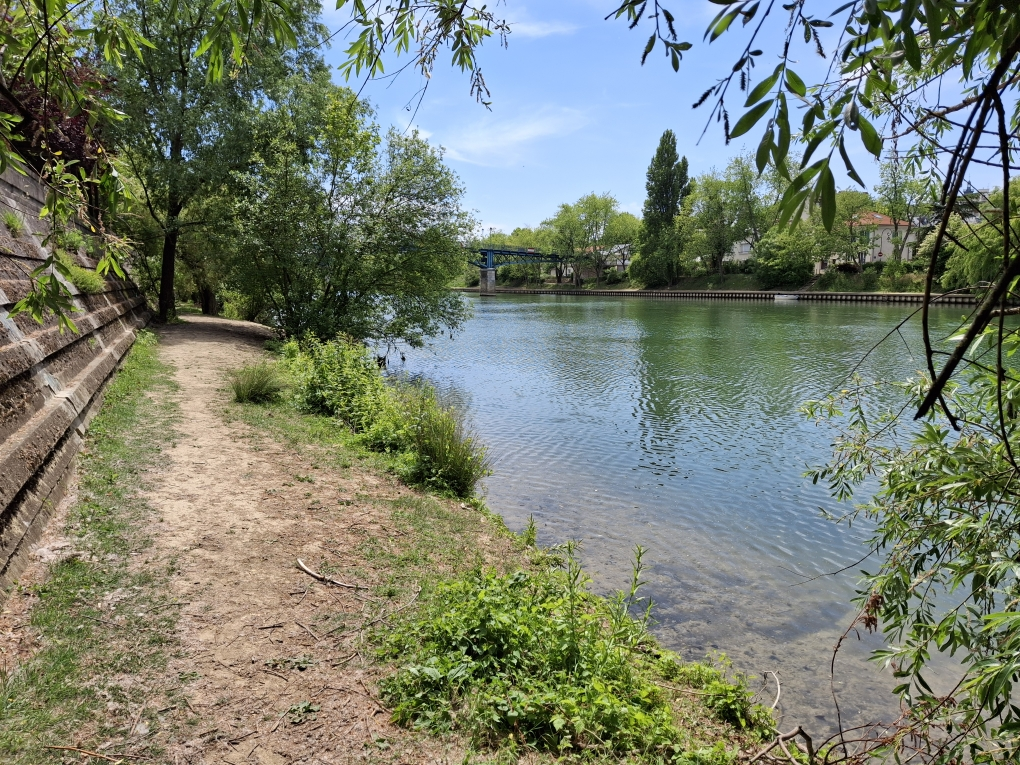
Chemin de promenade le long de la Marne à Bry-sur-Marne. On aperçoit au fond la passerelle de Bry-sur-Marne.

La commune est limitée au nord et à l'ouest par la Marne, l'un des principaux affluents de la Seine.
Deux îles font partie du territoire de la commune :
- Île d'Amour ;
- Île du Moulin.

### Climat
En 2010, le climat de la commune est de type climat océanique dégradé des plaines du Centre et du Nord, selon une étude du CNRS s'appuyant sur une série de données couvrant la période 1971-2000. En 2020, Météo-France publie une typologie des climats de la France métropolitaine dans laquelle la commune est exposée à un climat océanique altéré et est dans la région climatique Sud-ouest du bassin Parisien, caractérisée par une faible pluviométrie, notamment au printemps (120 à 150 mm) et un hiver froid (3,5 °C).
Pour la période 1971-2000, la température annuelle moyenne est de 11,9 °C, avec une amplitude thermique annuelle de 15,1 °C. Le cumul annuel moyen de précipitations est de 664 mm, avec 10,7 jours de précipitations en janvier et 7,8 jours en juillet. Pour la période 1991-2020, la température moyenne annuelle observée sur la station météorologique la plus proche, située sur la commune de Neuilly-sur-Marne à 2 km à vol d'oiseau, est de 12,3 °C et le cumul annuel moyen de précipitations est de 721,2 mm,. Pour l'avenir, les paramètres climatiques de la commune estimés pour 2050 selon différents scénarios d'émission de gaz à effet de serre sont consultables sur un site dédié publié par Météo-France en novembre 2022.
| Mois                                  | jan.           | fév.             | mars          | avril         | mai           | juin          | jui.          | août          | sep.          | oct.            | nov.            | déc.            | année     |
| ------------------------------------- | -------------- | ---------------- | ------------- | ------------- | ------------- | ------------- | ------------- | ------------- | ------------- | --------------- | --------------- | --------------- | --------- |
| Température minimale moyenne (°C)     | 2,1            | 1,9              | 4             | 6,2           | 9,8           | 13,1          | 15,1          | 14,7          | 11,2          | 8,5             | 5               | 2,6             | 7,8       |
| Température moyenne (°C)              | 4,9            | 5,4              | 8,5           | 11,5          | 15,1          | 18,4          | 20,7          | 20,4          | 16,6          | 12,7            | 8,1             | 5,4             | 12,3      |
| Température maximale moyenne (°C)     | 7,7            | 9                | 13,1          | 16,8          | 20,4          | 23,8          | 26,2          | 26,2          | 22            | 16,9            | 11,3            | 8,1             | 16,8      |
| Record de froid (°C) date du record   | −17 17.01.1985 | −12,5 08.02.1991 | −9,5 13.03.13 | −4,3 06.04.21 | −0,6 06.05.19 | 4 04.06.01    | 7,5 31.07.15  | 5 30.08.1986  | 1,5 30.09.18  | −4,5 30.10.1997 | −8,7 24.11.1998 | −8,9 29.12.1996 | −17 1985  |
| Record de chaleur (°C) date du record | 16,6 28.01.02  | 21,4 27.02.19    | 26,9 31.03.21 | 29,9 20.04.18 | 33,1 27.05.05 | 38,3 27.06.11 | 42,5 25.07.19 | 40,5 12.08.03 | 36,3 08.09.23 | 29,7 03.10.11   | 22,5 08.11.15   | 18 07.12.00     | 42,5 2019 |
| Précipitations (mm)                   | 57,7           | 50,6             | 51,5          | 50,2          | 72,4          | 62,4          | 64,4          | 60,4          | 52,2          | 60,5            | 62,8            | 76,1            | 721,2     |

## Urbanisme

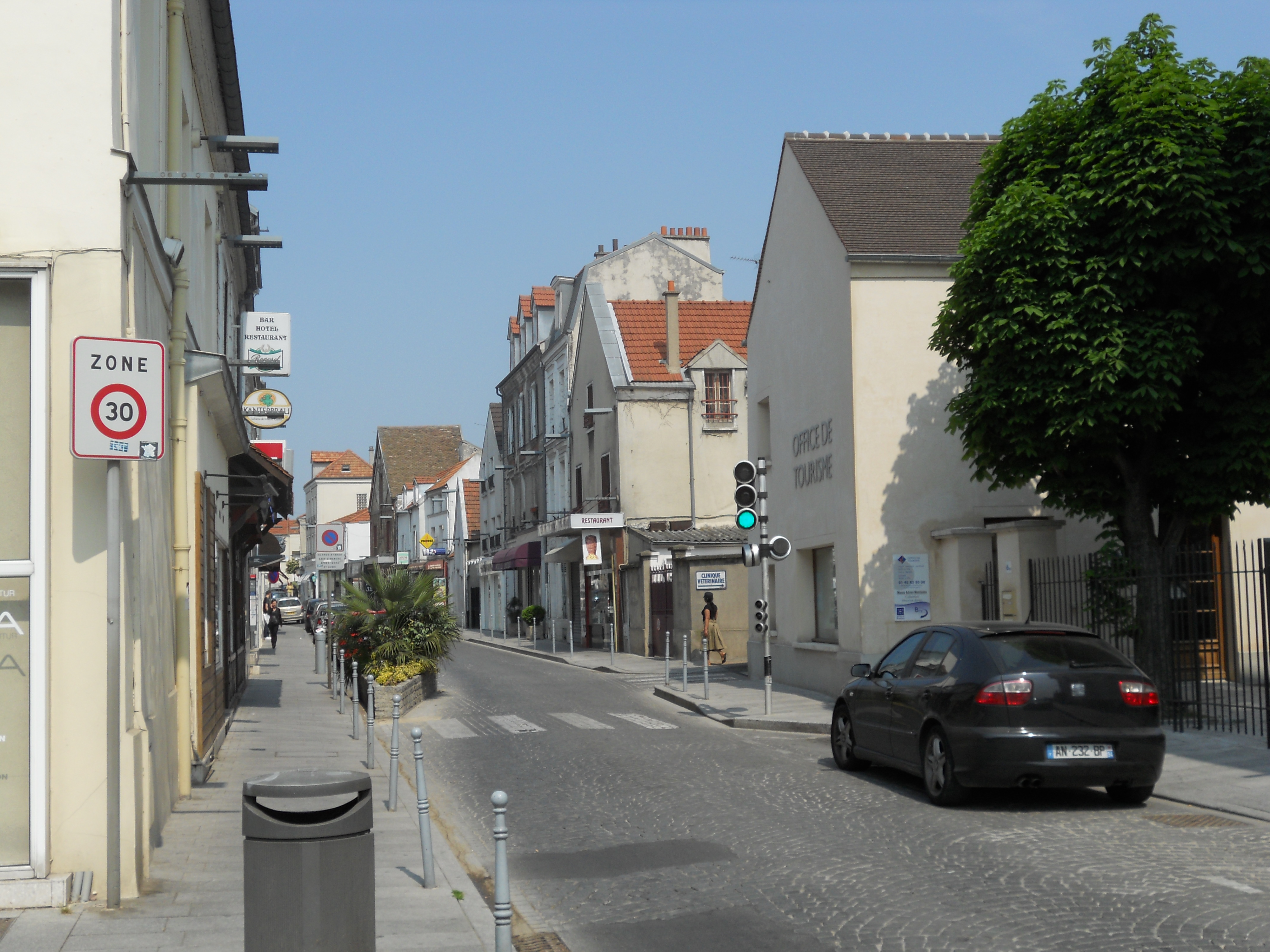
Grande Rue, le centre commercial de Bry ; à droite, l'office du tourisme et (juste en dehors de l'image) le Musée Adrien-Mentienne.

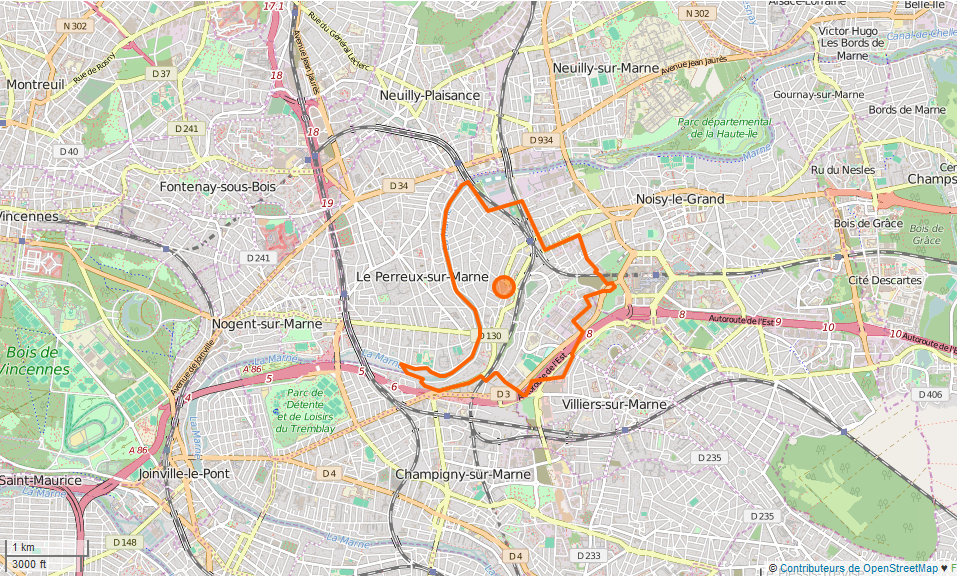
Carte des infrastructures de transport en 2016

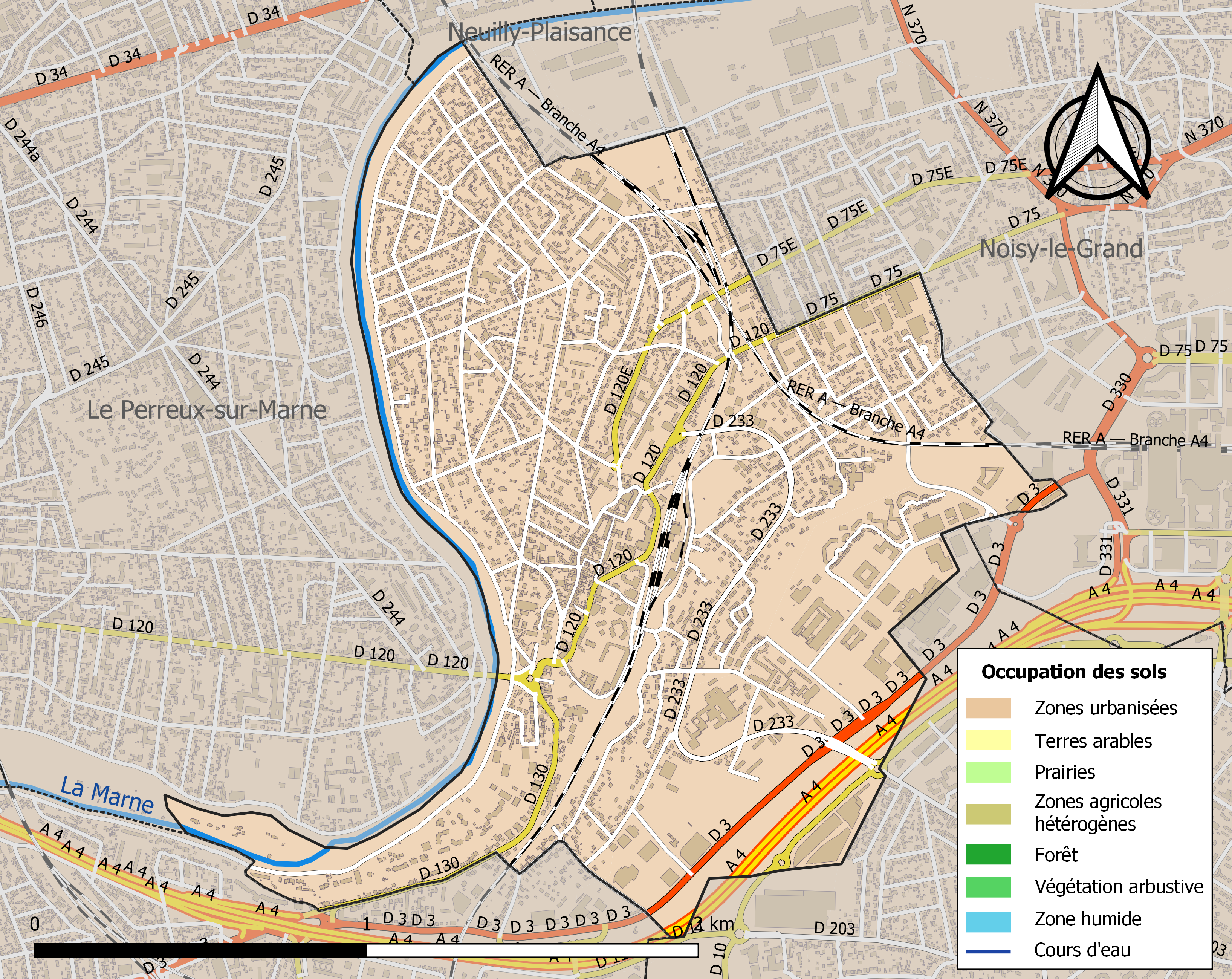
Carte des infrastructures et de l'occupation des sols de la commune en 2018 (CLC).

### Typologie
Au 1er janvier 2024, Bry-sur-Marne est catégorisée grand centre urbain, selon la nouvelle grille communale de densité à sept niveaux définie par l'Insee en 2022.
Elle appartient à l'unité urbaine de Paris, une agglomération inter-départementale regroupant 407  communes, dont elle est une commune de la banlieue,,. Par ailleurs la commune fait partie de l'aire d'attraction de Paris, dont elle est une commune du pôle principal,. Cette aire regroupe 1 929 communes,.

### Habitat et logement
En 2020, le nombre total de logements dans la commune était de 7 804, alors qu'il était de 7 318 en 2015 et de 6 884 en 2010.
Parmi ces logements, 91,3 % étaient des résidences principales, 2,8 % des résidences secondaires et 5,9 % des logements vacants. Ces logements étaient pour 35,3 % d'entre eux des maisons individuelles et pour 61,6 % des appartements.
Le tableau ci-dessous présente la typologie des logements à Bry-sur-Marne en 2020 en comparaison avec celle du Val-de-Marne et de la France entière. Une caractéristique marquante du parc de logements est ainsi une proportion de résidences secondaires et logements occasionnels (2,8 %) supérieure à celle du département (1,9 %) mais inférieure à celle de la France entière (9,7 %). Concernant le statut d'occupation de ces logements, 64,4 % des habitants de la commune sont propriétaires de leur logement (70,8 % en 2015), contre 44,8 % pour le Val-de-Marne et 57,5 pour la France entière.
| Typologie                                               | Bry-sur-Marne | Val-de-Marne | France entière |
| ------------------------------------------------------- | ------------- | ------------ | -------------- |
| Résidences principales (en %)                           | 91,3          | 92,3         | 82,1           |
| Résidences secondaires et logements occasionnels (en %) | 2,8           | 1,9          | 9,7            |
| Logements vacants (en %)                                | 5,9           | 5,8          | 8,2            |

HLM : en 2019, la commune était encore très loin des objectifs légaux de la loi SRU, avec seulement 18,03% de HLM  (https://94.citoyens.com/2020/logement-social-en-val-de-marne-10-villes-sanctionnees,22-12-2020.html

### Projets d'aménagements

#### Ligne 15/RER E: Gare de Bry-Villiers-Champigny
La future gare de Bry-Villiers-Champigny est une future station de RER/Métro qui ouvrira vers fin 2025 sur la future ligne 15 et assurera la correspondance vers 2027 voire 2030 sur le RER E,.
La gare sera implantée dans l'ouest de la commune de Villiers-sur-Marne, dans le sud de Bry-sur-Marne et de la R10 et dans le nord de Champigny-sur-Marne. Elle devrait passer à proximité du chemin des Bouteraines (Villiers-sur-Marne).
Le futur BHNS Altival (qui doit relier la gare de Sucy - Bonneuil à celle de Noisy-le-Grand - Mont d'Est sans pour autant passer par Paris) devrait desservir la gare de Bry-Villiers-Champigny dès son ouverture,.
La gare de Bry-Villiers-Champigny permettra de se rendre à Sucy - Bonneuil en 3 minutes et la future gare de Villejuif - Institut Gustave Roussy en 14 minutes seulement. La gare du RER E devrait être en extérieur avec un abri voyageur en hauteur et la ligne 15 devrait être une gare souterraine.

### Voies de communication et transports

#### Voies routières
- Autoroute A 4
- Départementale D120
- Pont de Bry

Il existe une piste cyclable qui longe les bords de la Marne[Quand ?].

#### Transports en commun

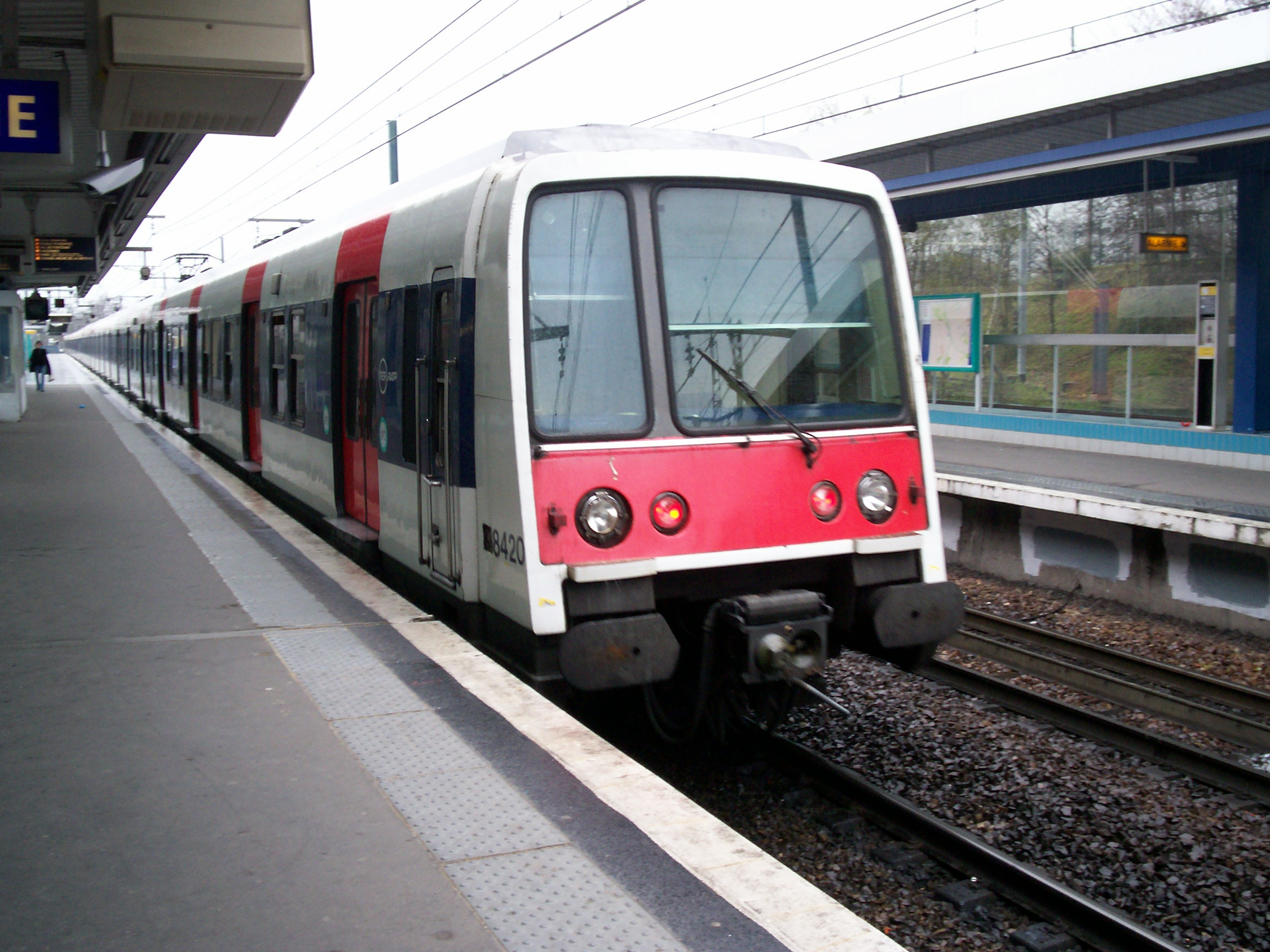
RER en Gare de Bry-sur-Marne.

- Par le RER A à la gare de Bry-sur-Marne, sur la branche A4 de Marne-la-Vallée - Chessy
- Par le réseau de bus RATP

Dans le futur, la commune sera desservie par :
- Ligne 15 du métro de Paris, station de Villiers-Champigny-Bry.

## Toponymie

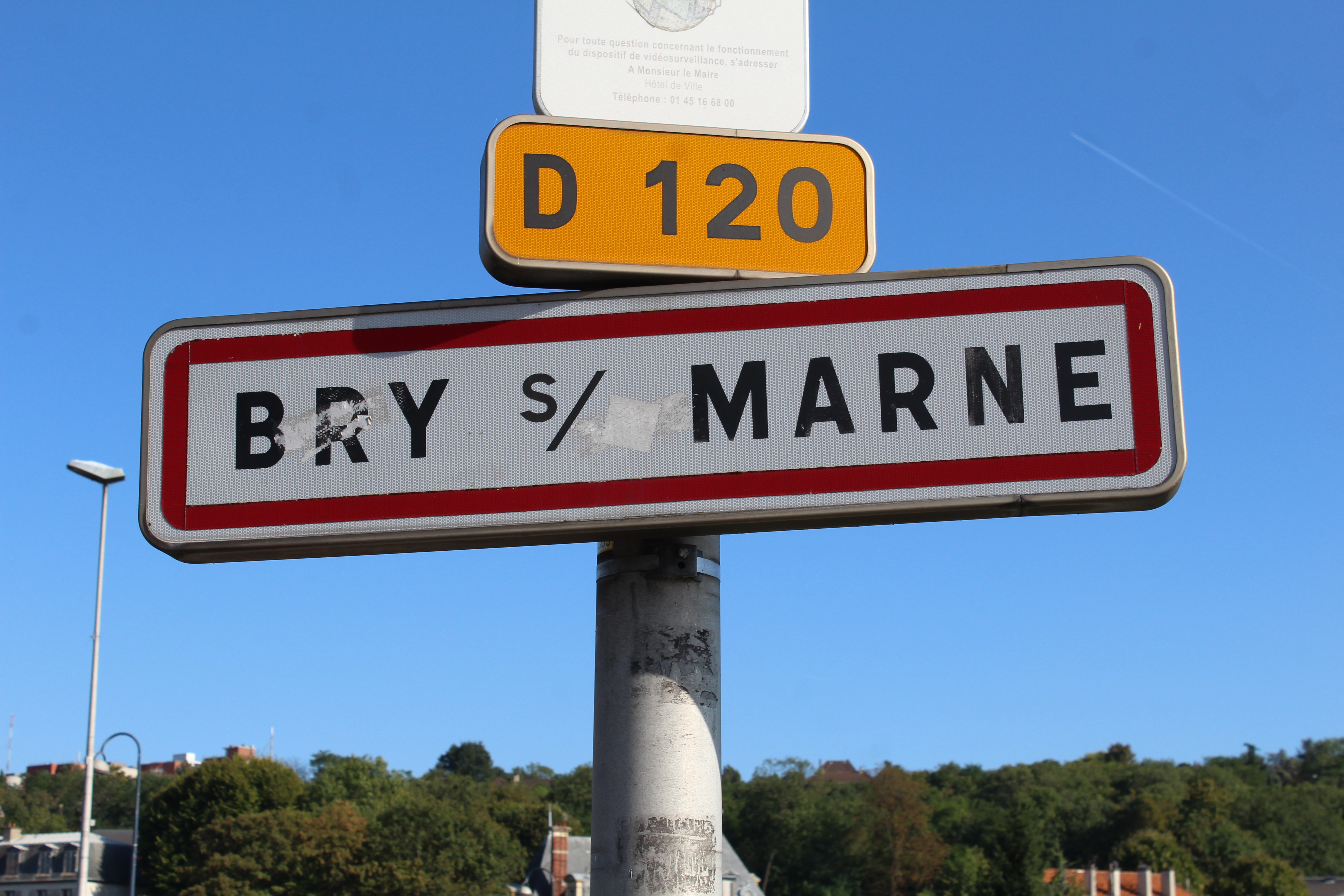
Panneau d'entrée dans la ville.

La ville est mentionnée sous le nom de Brie dans « une charte de Charles le Chauve datant de 861 » - première trace écrite attestant son existence.
Le nom de Bry, selon le site officiel de la ville, « vient du celtique Briw signifiant pont ou passage traversant un cours d'eau ».

## Histoire

### Préhistoire et antiquité
Le site de l'actuelle ville est habité depuis le Néolithique. Les plus anciens restes humains, découverts dans la cour de l'école primaire, remontent au Ve siècle av. J.-C.
Bry a également été le site d'une nécropole datant de la Gaule romaine et de l'époque mérovingienne.

### Moyen Âge
Le village primitif s’est formé au Moyen Âge autour d’un port et d’un bac que les seigneurs de Bry exploitaient à l’emplacement du pont actuel, et comprenait le château seigneurial, l'église édifiée en 1130, ainsi que quelques demeures bourgeoises et masures paysannes installées le long des actuelles Grande Rue, rue du Four et du bas de l’avenue du Général Leclerc.

### Temps modernes
Fernand Bournon indique qu'au « XVe siècle, les seigneurs s'appelaient Bernardin, nom passablement roturier. Au XVIIe siècle, la terre appartenait aux Miron, famille illustrée par François Miron, prévôt des marchands de Paris sous Henri IV ».
Dans les années 1690, Nicolas de Frémont, marquis d'Auneuil, entreprend la construction du château de Bry[réf. nécessaire].
Sous l'Ancien Régime, la localité relève de la généralité et de l'Élection de Paris, paroisse du doyenné de Lagny.

### Époque contemporaine
Le premier pont de Bry est construit en 1831.
En 1842, l'église se voit dotée du diorama en trompe-l'œil de Louis Daguerre
En 1859, l’ancien domaine seigneurial de Bry, qui s’étendait alors sur les deux tiers de la commune, est loti par les héritiers de la défunte châtelaine de Bry, Geneviève de Rigny. Intervenant à la même époque que la construction que la construction du viaduc de Nogent-sur-Marne, amène d'importantes transformations de la commune, qui perd sa fonction agricole pour devenir résidentielle.
Jusqu'en 1860, Bry est desservi par un service d'omnibus des Messageries des environs de Paris, desservant Nogent-sur-Marne, Bry-sur-Marne et Noisy-le-Grand. Compte tenu de la mise en service de la gare de Nogent - Le Perreux par la Compagnie des chemins de fer de l'Est. Ce service, qui existait encore à la fin du XIXe siècle, est alors réduit à des navettes vers cette gare.
L'actuelle mairie est construite en 1866 et agrandie en 1901.
Lors de la Guerre franco-allemande de 1870, au cours du Siège de Paris, la bataille de Champigny qui a lieu du 30 novembre au 2 décembre 1870 se déroule en partie sur le territoire de la commune. Elle en sort dévastée. Plusieurs monuments rappellent ces évènements tragiques.
En 1873 est construit le second pont de Bry, dont le péage est supprimé en 1884. Sa plaque de dédicace mentionnait : « RÉPUBLIQUE FRANÇAISE / LIBERTÉ-ÉGALITÉ-FRATERNITÉ / PONT DE BRY-SUR-MARNE / AFFRANCHI DU DROIT DE PÉAGE LE 27 AVRIL 1884
M. E. POUBELLE, PRÉFET DE LA SEINE, 
M. GIROUD, MAIRE ».
La ville est desservie par les tramways de la ligne 3 des chemins de fer nogentais dès le 27 décembre 1888. Après l'absorption des Nogentais par la STCRP, la ligne prend en 1921  le no 120 et dessert Porte de Vincennes – Bois de Vincennes – Nogent-sur-Marne – Le Perreux – Bry–sur–Marne – Noisy-le-Grand, jusqu'à sa suppression dans les années 1930,.
Jusqu'à la seconde moitié du XIXe siècle, « la population de Bry était groupée autour de la mairie et de l'église, à proximité du pont construit sur la Marne qui met la commune en relation avec Le Perreux, Nogent, etc. Il y avait cependant au nord-est, au lieu-dit la Garenne, un écart où se groupaient quelques maisons. Enfin, au sud-ouest, les bords de la Marne et les îles du Moulin et d'Amour forment un autre écart ».
Les opérations d'urbanisation se poursuivent à la fin du XIXe siècle : lotissement de La Pépinière (1892), du parc du château (1896) de la Garenne (1899), principalement comme résidences secondaires de parisiens aisés qui profitent de la proximité de la capitale et des paysages  des coteaux et les bords de Marne.
Le chemin de fer traverse Bry en 1928 avec la mise en service de la Grande ceinture complémentaire, mais la gare de voyageurs n'est construite qu'en 1932. Le service voyageur cesse en 1939 et la ligne n'est plus utilisée que pour le service marchandises.
En 1928 est mené l'aménagement du boulevard Pasteur.

Bry-sur-Marne au début du XXe siècle
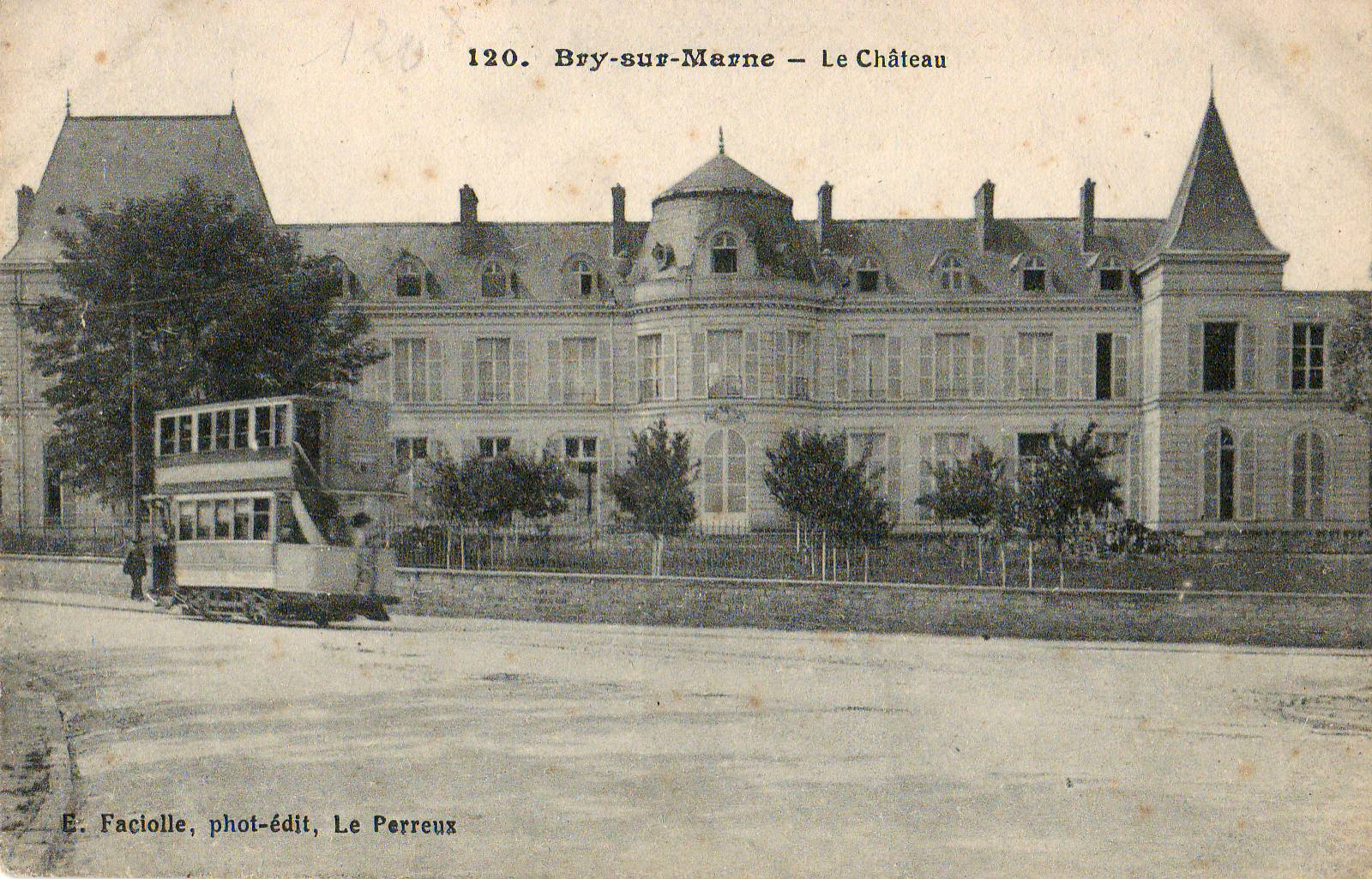
Tramway devant le château...
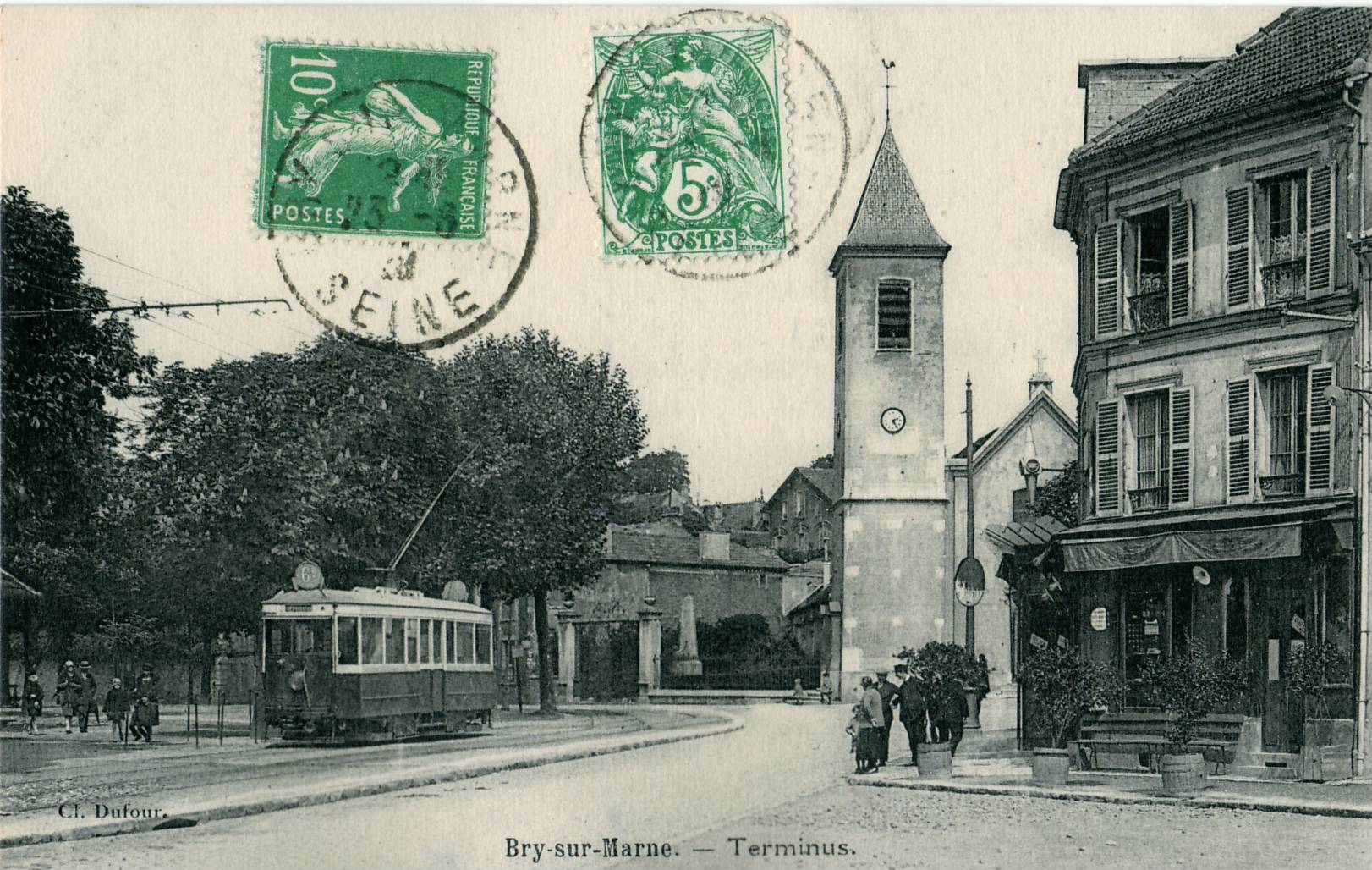
... et au terminus, devant l'église.
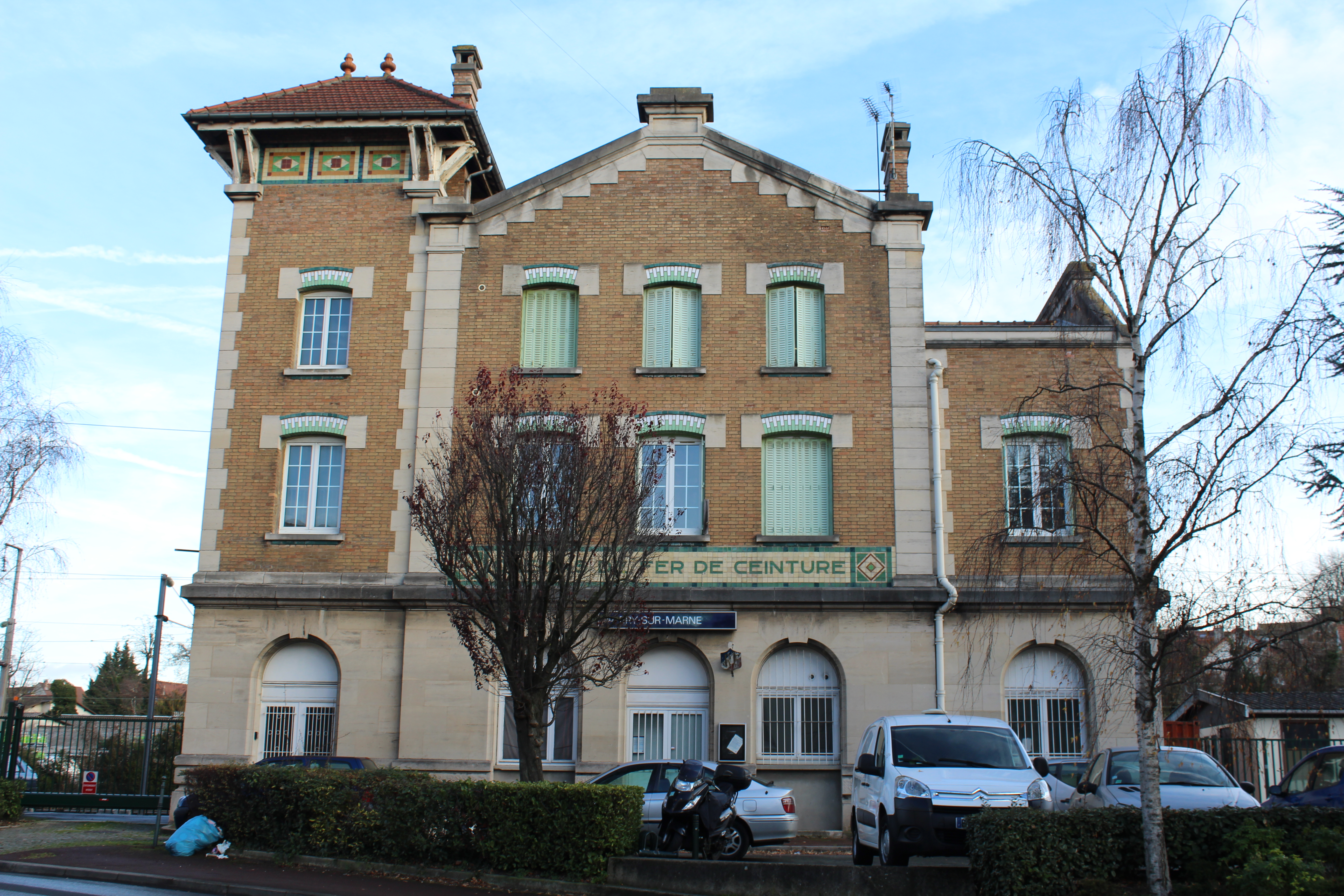
La Gare SNCF de Bry, fermée aux voyageurs en 1939.

L'actuel Pont de Bry est ouvert en 1938.
La construction de l’hôpital Saint-Camille, commencée en 1936, est interrompue par la Seconde Guerre mondiale, puis reprise en 1946. Il est inauguré en 1952 et agrandi en 1963.
Jusqu'aux années 1950, l'agriculture est encore présente à Bry, notamment aux coteaux et sur  le plateau avec de nombreux vergers. Les transformations urbaines se poursuivent avec la mise en chantier de la Cité de la télévision (1972), l’aménagement des Maisons Rouges et la construction des résidences Site et Parc (1959), Beau Site (1965) et Bry Pasteur (1966), puis l'aménagement de zones d'aménagement concerté (ZAC des Fontaines Giroux, des Coudrais, du Colombier, des Armoiries et des Graviers)
Bry est connectée à l'autoroute A4 en 1970, et à la ligne A du RER d'Île-de-France en 1977.

## Politique et administration

### Rattachements administratifs et électoraux

#### Rattachements administratifs
Jusqu’à la loi du 10 juillet 1964, la commune faisait partie du département de la Seine. Le redécoupage des anciens départements de la Seine et de Seine-et-Oise fait que la commune appartient désormais au Val-de-Marne à la suite d'un transfert administratif effectif le 1er janvier 1968 et à son arrondissement de Nogent-sur-Marne après un transfert administratif effectif au 1er janvier 1968.
Elle faisait partie de 1801 à 1893 du canton de Charenton-le-Pont, année où elle intègre le canton de Nogent-sur-Marne de la Seine. Lors de la mise en place du Val-de-Marne, la ville devient le chef-lieu du canton de Bry-sur-Marne. Dans le cadre du redécoupage cantonal de 2014 en France, cette circonscription administrative territoriale a disparu, et le canton n'est plus qu'une circonscription électorale.

#### Rattachements électoraux
Pour les élections départementales, la commune est membre depuis 2014 du canton de Villiers-sur-Marne
Pour l'élection des députés, elle fait partie de la cinquième circonscription du Val-de-Marne.

### Intercommunalité
La commune n'était membre, jusqu'en 2015, d'aucune intercommunalité à fiscalité propre.
Dans le cadre de la mise en œuvre de la volonté gouvernementale de favoriser le développement du centre de l'agglomération parisienne comme pôle mondial est créée, le 1er janvier 2016, la métropole du Grand Paris (MGP), dont la commune est membre.
La loi portant nouvelle organisation territoriale de la République du 7 août 2015 prévoit également la création de nouvelles structures administratives regroupant les communes membres de la métropole, constituées d'ensembles de plus de 300 000 habitants, et dotées de nombreuses compétences, les établissements publics territoriaux (EPT).
La commune a donc également été intégrée le 1er janvier 2016 à l'établissement public territorial Paris-Est-Marne et Bois.

### Tendances politiques et résultats

#### Élections présidentielles
Résultats des deuxièmes tours :
- Élection présidentielle de 2002 : 86,04 % pour Jacques Chirac (RPR), 13,96 % pour Jean-Marie Le Pen (FN), 83,50 % de participation.
- Élection présidentielle de 2007 : 61,35 % pour Nicolas Sarkozy (UMP), 38,65 % pour Ségolène Royal (PS), 85,44 % de participation. Bry-sur-Marne fait partie des 82 communes de plus de 3 500 habitants à adopter les machines à voter[30].
- Élection présidentielle de 2012 : 56,56 % pour Nicolas Sarkozy (UMP), 45,54 % pour  François Hollande (PS)  83,55 % de participation[31].
- Lors du premier tour de l'élection présidentielle de 2017, les quatre premiers candidats sont : Emmanuel Macron (32,26 % des suffrages exprimés), François Fillon (29,23 %), Jean-Luc Mélenchon (14,63 %) et Marine Le Pen (10,85 %).
Au second tour, le candidat élu Emmanuel Macron recueille 6 377 voix (80,94 %) et Marine Le Pen 1 502 voix (19,06 %), avec 75,96 % de participation[32].
- Lors du premier tour de l'élection présidentielle de 2022, les quatre premiers candidats sont : Emmanuel Macron (38,24 % des suffrages exprimés), Jean-Luc Mélenchon (20,16 %), Marine Le Pen (12,14 %) et Éric Zemmour (9,65 %). 
Au second tour, le candidat élu Emmanuel Macron recueille 5 886 voix (75,27 %) et Marine Le Pen 1 934 voix (24,73 %), avec 75,13 % de participation[33].

#### Référendums
- Référendum de 2000 relatif au quinquennat présidentiel : 73,44 % pour le Oui, 26,26 % pour le Non, 34,43 % de participation.
- Référendum de 2005 relatif au traité établissant une Constitution pour l’Europe : 62,15 % pour le Oui, 37,85 % pour le Non, 72,34 % de participation.

#### Élections législatives
Résultats des deuxièmes tours :
- Élections législatives de 2002 : 51,98 % pour Gilles Carrez (UMP), élu au premier tour, 20,63 % pour Evelyne Picard (PS), 70,31 % de participation.
- Élections législatives de 2007 : 56,03 % pour Gilles Carrez (UMP), élu au premier tour, 16,45 % pour Marie-Odile Dufour (PS), 63,31 % de participation.

#### Élections européennes
Résultats des deux meilleurs scores
- Élections européennes de 2004 : 22,11 % pour Harlem Désir (PS), 21,62 % pour Patrick Gaubert (UMP), 48,33 % de participation.
- Élections européennes de 2009 : 34,06 % pour Michel Barnier (UMP), 20,00 % pour Daniel Cohn-Bendit (Europe Écologie), 44,41 % de participation.

#### Élections régionales
Résultats des deux meilleurs scores :
- Élections régionales de 2004 : 51,76 % pour Jean-François Copé (UMP), 39,97 % pour Jean-Paul Huchon (PS), 68,02 % de participation.
- Élections régionales de 2010 : 53,63 % pour Valérie Pécresse (UMP), 46,37 % pour Jean-Paul Huchon (PS), 49,77 % de participation.

#### Élections cantonales et départementales
Résultats des deuxièmes tours :
- Élections cantonales de 2001 : 52,83 % pour Dominique Roblin (RPR), élu au premier tour, 15,62 % pour Evelyne Picard (PS), 55,71 % de participation.
- élections cantonales de 2008 : 64,88 % pour Dominique Roblin (UMP), élu au premier tour, 18,76 % pour Maria-Isabelle Flores-Racmachers (PS), 53,01 % de participation.

#### Élections municipales
- Élections municipales de 2001 : 70,88 % pour Jean-Pierre Spilbauer (DVD) élu au premier tour, 23,45 % pour Philippe Genest (PS), 59,97 % de participation.
- Élections municipales de 2008 : 73,04 % pour Jean-Pierre Spilbauer (DVD) élu au premier tour, 26,96 % pour Philippe Genest (PS), ?? % de participation.
- Lors du second tour des élections municipales de 2014 dans le Val-de-Marne[34], la liste DVD-UMP-UDI menée par le maire sortant Jean-Pierre Spilbauer obtient la majorité des suffrages exprimés, avec 3 097 voix (48,55 %, 25 conseillers municipaux élus), devançant largement celles menées respectivement par[35] : 
-  Charles Aslangul (UMP-DVD, 2 024 voix (31,73 %, 5 conseillers municipaux élus) ;
-  Johan Ankri[36] (PS-PCF-EELV, 1 257 voix 19,70 %, 3 conseillers municipaux élus).
Lors de ce scrutin, 41,96 % cdes électeurs se sont abstenus.

- Au second tour des élections municipales de 2020 dans le Val-de-Marne[37], la liste DVD — soutenue par LR au 2d tour — menée par Charles Aslangul[38] obtient la majorité absolue des suffrages exprimes, avec 2 446 voix (51,72 %, 25 conseillers municipaux élus dont 1 métropolitain), devançant de 163 voix celle LREM-MoDem-UDI-Agir-MR-UDE menée par Serge Godard — soutenue par le maire sortant J-P Spilbauer qui ne se représentait pas[39] —  qui a recueillie 2 283 voix (48,27 %, 8 conseillers municipaux élus).
Lors de ce scrutin marqué par la pandémie de Covid-19 en France, 55,36 % des électeurs se sont abstenus[40],[41],[42].

### Liste des maires
Depuis la Libération, sept maires se sont succédé à la tête de la commune.
| Période      | Période                        | Identité                     | Étiquette             | Qualité |
| ------------ | ------------------------------ | ---------------------------- | --------------------- | --- |
| août 1944    | mai 1945                       | Paul Gilles Charles Leprêtre |                       | |
| mai 1945     | 1953                           | Edmond Maurice Petit         | RPF                   | Marchand d'articles de sport Était capitaine dans les Forces françaises libres |
| 1953         | 1965                           | Paul Désiré Barilliet        | UNR                   | |
| 1965         | mars 1989                      | Étienne Audfray,             | CD puis UDF-CDS       | Artiste sculpteur Conseiller général de Bry-sur-Marne (1982 → 1994) |
| mars 1989    | mars 2000                      | Jacques Lasne                | RPR                   | Cadre de direction des caisses de mutualité sociale agricole Conseiller général de Bry-sur-Marne (1994 → 2001) Officier de la Légion d'honneur Démissionnaire                                       |
| mars 2000    | juillet 2020                   | Jean-Pierre Spilbauer        | DVD puis UMP puis DVD | Vétérinaire, premier adjoint (1995 → 2000) Conseiller régional d'Île-de-France (2010 → 2015) Vice-président de l'EPT Paris-Est Marne et Bois (2016 → 2020) Maire par intérim d'août à décembre 1996 |
| juillet 2020 | En cours (au 27 novembre 2023) | Charles Aslangul             | LR                    | Avocat Vice-président de l'EPT Paris-Est Marne et Bois Conseiller métropolitain Grand Paris (2020 → ) Conseiller départemental de Villiers-sur-Marne (2023 → )                                      |

### Instances de démocratie participative
La ville de Bry-sur-Marne s'est dotée d'un Conseil Municipal des Jeunes (comme d'un Conseil Municipal des Seniors) qui accueille les jeunes bryards et bryardes de 14 à 17 ans pour s'investir sur des projets, proposés par leurs soins et votés lors d'assemblées plénières, sur la ville et/ou en dehors, et leur apprendre à gérer un budget défini à l'année.
Le CMJ est aussi appelé à participer à des manifestations annuelles comme le dépôt de gerbes lors des commémorations. Tout ceci sur la base du volontariat et, ce, pendant un an. Le CMJ est composé de 5 sphères, votées lors d'un week-end d'imprégnation: Communication, Événementiel, Grands Projets, Éco-urbanisme et Sociale, dans lesquelles les jeunes s'inscrivent comme ils le souhaitent, ils peuvent faire partie de toutes les sphères comme d'une seule. Ils sont supervisés par un coordinateur qui les accompagne sur les différentes actions et réalise les démarches administratives liées aux projets. Le CMJ de Bry-sur-Marne participe aussi à l'ANACEJ dans le but de discuter avec d'autres CMJ & CME (Conseil Municipal d'Enfants) sur des thématiques variées et d'actualités tels que l'écologie, ou bien la remise des prix pour les projets marquants de l'année.

### Jumelages
- L'île de Saint Martin depuis 2016 ;
- Moosburg-sur-Isar (Allemagne) depuis 1973 ;
- Sawbridgeworth (Angleterre) depuis 1973.

## Équipements et services publics

### Enseignement
La ville de Bry-sur-Marne appartient au secteur de l'académie de Créteil ; ainsi les lycées « de secteur » sont les lycées Édouard-Branly et Louis-Armand à Nogent-sur-Marne, Pablo-Picasso à Fontenay-sous-Bois et Paul-Doumer au Perreux-sur-Marne.
Un lycée international polyglotte de 1 500 places construit sur les communes de Noisy-le-Grand et de Bry-sur-Marne a ouvert ses portes à la rentrée 2015.
La commune héberge le collège Henri-Cahn attenant à l'école élémentaire Henri-Cahn, et l'institut privé Saint-Thomas dans le château de Bry (primaire et collège), le groupe scolaire Paul-Barillet dans les « Hauts de Bry » (maternelle + élémentaire), le groupe scolaire Louis-Daguerre (maternelle + élémentaire), la maternelle Jules-Ferry et les écoles Etienne De Silhouette maternelle et Etienne De Silhouette élémentaire (anciennement « écoles de la Pépinière »).

### Santé
- L'hôpital de proximité Saint Camille, établissement à but non lucratif, dispose de 270 lits et places et couvre la plupart des spécialités médicales et chirurgicales. Il dispose d'un accueil d'urgence des patients ouvert 24 heures sur 24[59].
- L'hôpital privé de Marne La Vallée géré par la Ramsay Santé est également situé dans la commune.

### Équipements sportifs
La commune compte : 
- Un Centre équestre municipal

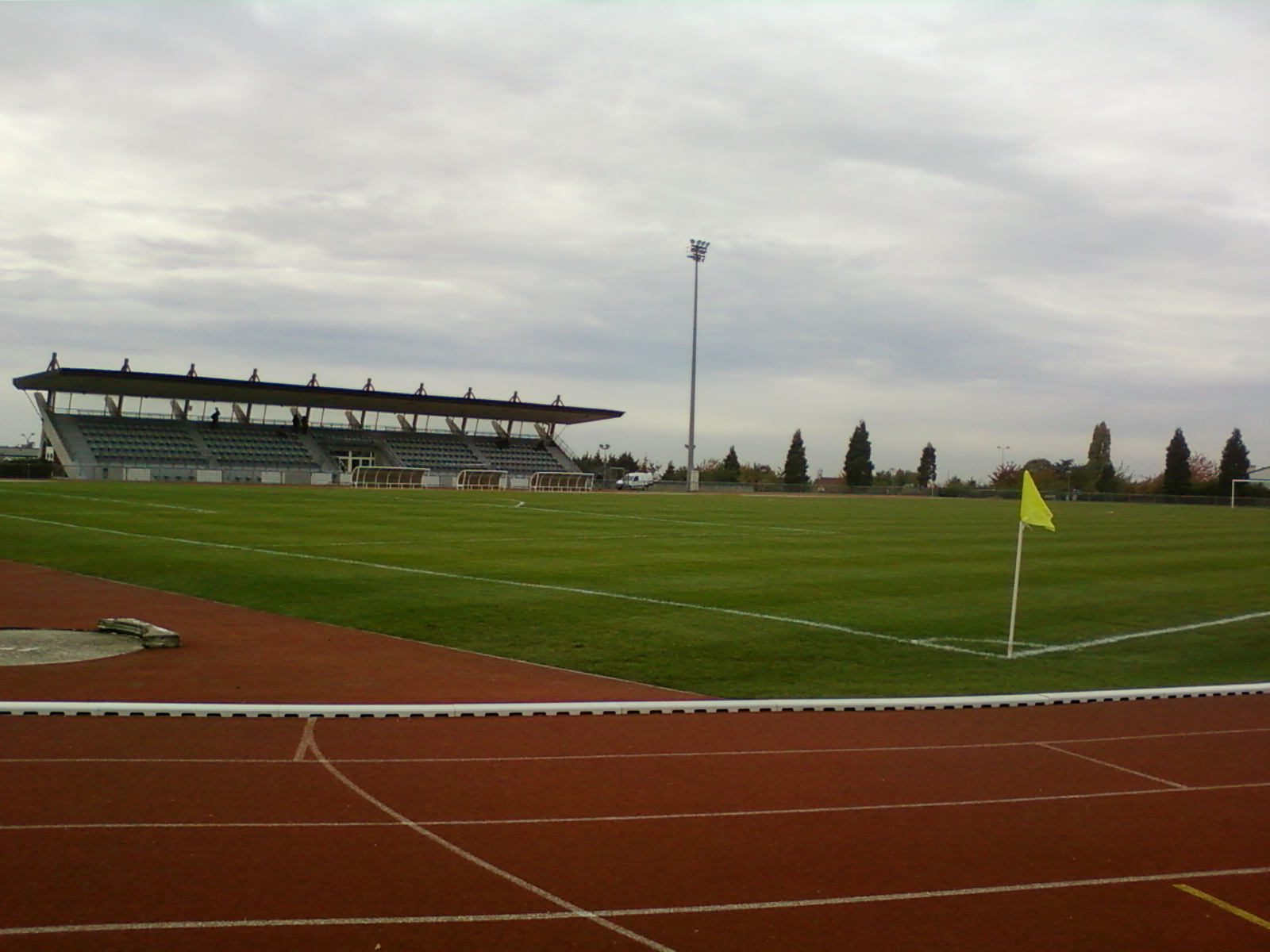
Le Parc des Sports des Maisons rouges de Bry-sur-Marne.

- Le Parc des sports des Maisons Rouges avec un terrain synthétique pour le football et le rugby
- Un boulodrome au Square De Lattre de Tassigny
- La salle Salle René Decroix pour le Taï-chi-chuan, Karaté, Judo, Gymnastique adulte (fitness, renforcement musculaire, step…)
- Le Tennis Club de Bry
- Le Gymnase Félix Faure avec 1 salle pour le Badminton, le Volley-ball, l'aero model club, le handball, le tennis de table, et le Sport scolaire
- Le Gymnase Clemenceau avec 2 salles et un terrain extérieur pour le basket-ball, l'escrime, le Tennis de table, La gymnastique sportive aux agrès, et le sport scolaire

## Population et société

### Démographie
L'évolution du nombre d'habitants est connue à travers les recensements de la population effectués dans la commune depuis 1793. Pour les communes de plus de 10 000 habitants les recensements ont lieu chaque année à la suite d'une enquête par sondage auprès d'un échantillon d'adresses représentant 8 % de leurs logements, contrairement aux autres communes qui ont un recensement réel tous les cinq ans,.

En 2022, la commune comptait 18 095 habitants, en évolution de +8,24 % par rapport à 2016 (Val-de-Marne : +3 %, France hors Mayotte : +2,11 %).
| 1793 | 1800 | 1806 | 1821 | 1831 | 1836 | 1841 | 1846 | 1851 |
| ---- | ---- | ---- | ---- | ---- | ---- | ---- | ---- | ---- |
| 425  | 417  | 414  | 358  | 379  | 378  | 362  | 387  | 412  |

| 1856 | 1861 | 1866 | 1872 | 1876 | 1881  | 1886  | 1891  | 1896  |
| ---- | ---- | ---- | ---- | ---- | ----- | ----- | ----- | ----- |
| 411  | 703  | 845  | 917  | 972  | 1 050 | 1 330 | 1 437 | 1 699 |

| 1901  | 1906  | 1911  | 1921  | 1926  | 1931  | 1936  | 1946  | 1954  |
| ----- | ----- | ----- | ----- | ----- | ----- | ----- | ----- | ----- |
| 2 125 | 2 733 | 2 949 | 3 468 | 4 417 | 5 166 | 5 182 | 5 100 | 6 660 |

| 1962  | 1968   | 1975   | 1982   | 1990   | 1999   | 2006   | 2011   | 2016   |
| ----- | ------ | ------ | ------ | ------ | ------ | ------ | ------ | ------ |
| 9 046 | 11 672 | 12 270 | 12 168 | 13 826 | 15 000 | 14 985 | 15 987 | 16 717 |

| 2021   | 2022   | - | - | - | - | - | - | - |
| ------ | ------ | - | - | - | - | - | - | - |
| 17 400 | 18 095 | - | - | - | - | - | - | - |

### Manifestations culturelles et festivités
- L'école municipale de musique Hector-Berlioz classée conservatoire à rayonnement communal, participe à de nombreuses manifestations artistiques dans Bry-sur-Marne et les communes voisines.
- Le Bry Harmonie Orchestra (l'orchestre municipal) organise chaque année la « Céciliade » à l'occasion de la Sainte-Cécile, patronne des musiciens. Cette fête regroupe tous les ans de nombreuses associations musicales dans un même projet de concert.
- Le concert des « violons de Bry », sous la direction de Pascal Oddon (premier prix du conservatoire de Paris), regroupe les 100 membres de l'association pour un concert annuel.
- De grandes animations sont organisées chaque année pour la fête de la musique, sur la place Devinck ainsi que dans le square de Lattre-de-Tassigny.
- Chaque année de mi-novembre à mi-décembre se tient à l'hôtel de Malestroit le « Salon national des artistes animaliers ».
- Au premier trimestre de l'année, se tient le salon de Bry où sont présentés une majorité d'artistes bryards.
- Une initiative particulière concerne l'animation culturelle en créant des séquences nommées « Arts hors les murs », où les œuvres sont exposées par vagues de deux mois chez les artisans, les commerçants et tout lieu ouvert au public.

### Cultes
- Église Saint-Gervais-Saint-Protais[63].
- Chapelle des Pères Blancs
- Chapelle Saint-Camille

## Économie

### Revenus de la population et fiscalité
En 2010, le revenu fiscal médian par ménage était de 43 832 €, ce qui plaçait Bry-sur-Marne au 1 093e rang parmi les 31 525 communes de plus de 39 ménages en métropole.

### Entreprises et commerces
Le plus gros employeur est l'INA qui a son siège social dans les hauts de Bry-sur-Marne où plus de 1 000 personnes y sont employées.
Les studios de Bry hérités de la SFP, les plus modernes et plus grands studios de cinéma de France avec 8 plateaux de tournage et ateliers répartis sur 13 ha, sont repris par le groupe Transpalux en 2015, puis acquis par AXA IM et Guillaume de Menthon en 2023.

## Culture locale et patrimoine

### Lieux et monuments
- Passerelle de Bry-sur-Marne
- Château de Bry
- Cimetière de Bry-sur-Marne
- Pont de Bry
- L'hôtel de Malestroit : Situé au 2 grande-rue Charles-de-Gaulle, en face de la mairie, l'hôtel de Malestroit était utilisé comme résidence par Jean de Malestroit (1375-1443), cardinal et chancelier du duc Jean V de Bretagne, à l'occasion de ses voyages à Paris. Le bâtiment abrite aujourd'hui un centre culturel accueillant un conservatoire de musique, des expositions, des concerts et des spectacles[68]. La façade de l'hôtel de Malestroit est classée au titre des Monuments historiques.
- Le château du Rancy, inscrit aux monuments historiques.

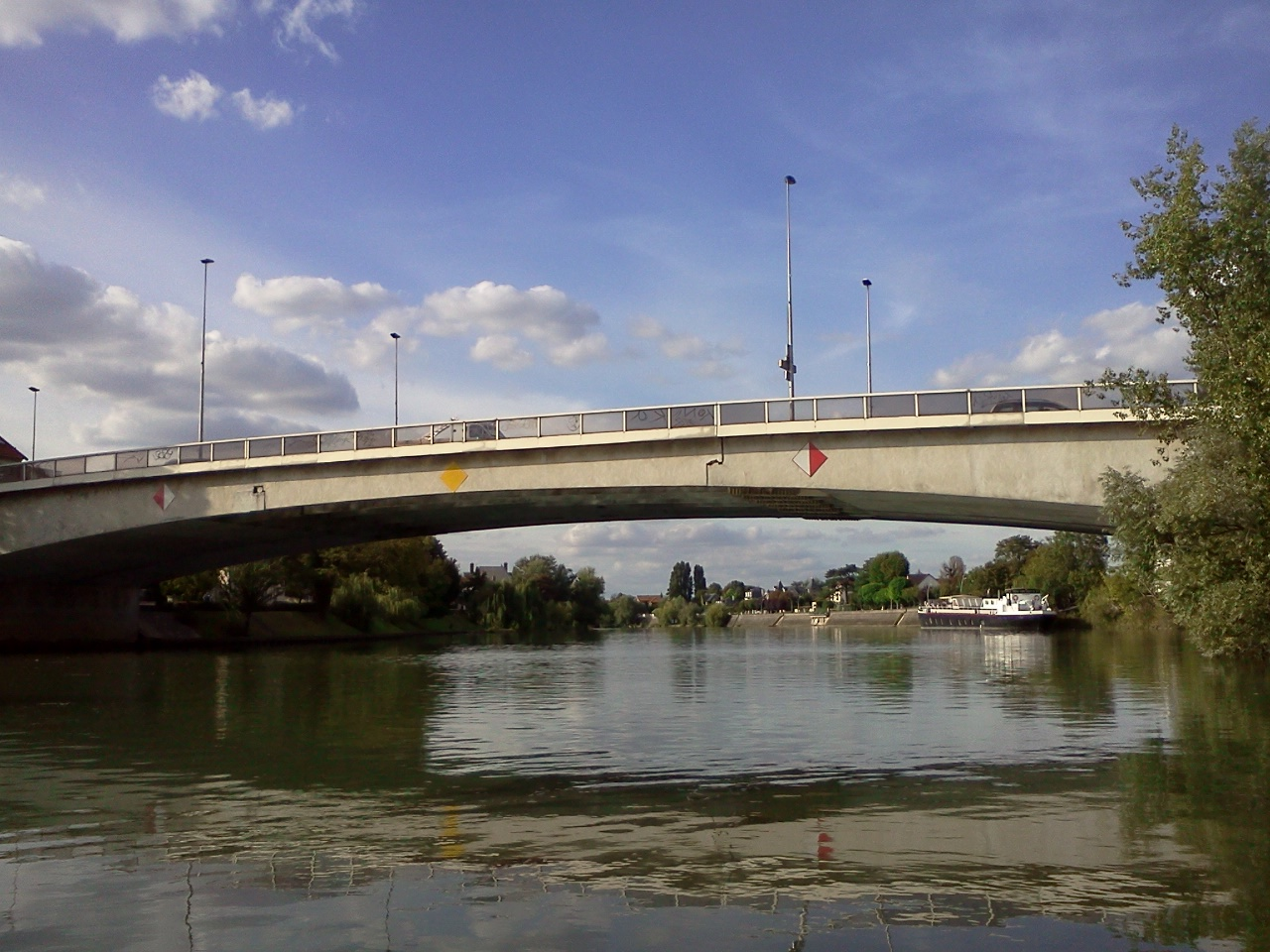
Le pont de Bry-sur-Marne.
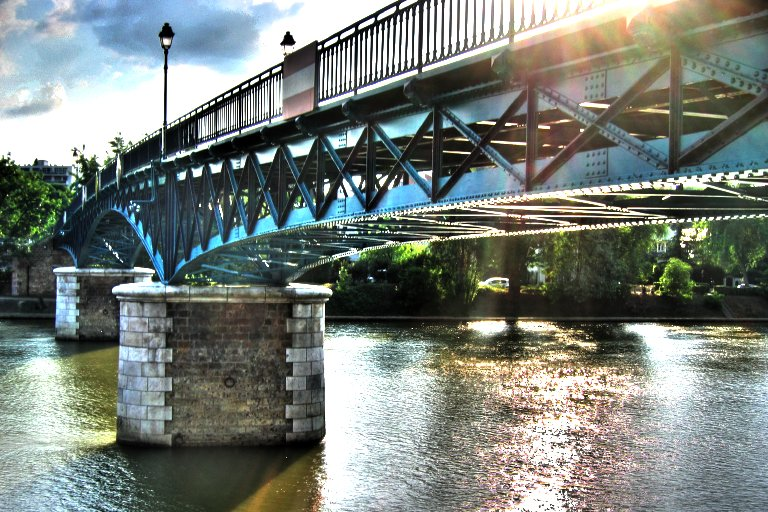
La passerelle de Bry-sur-Marne.
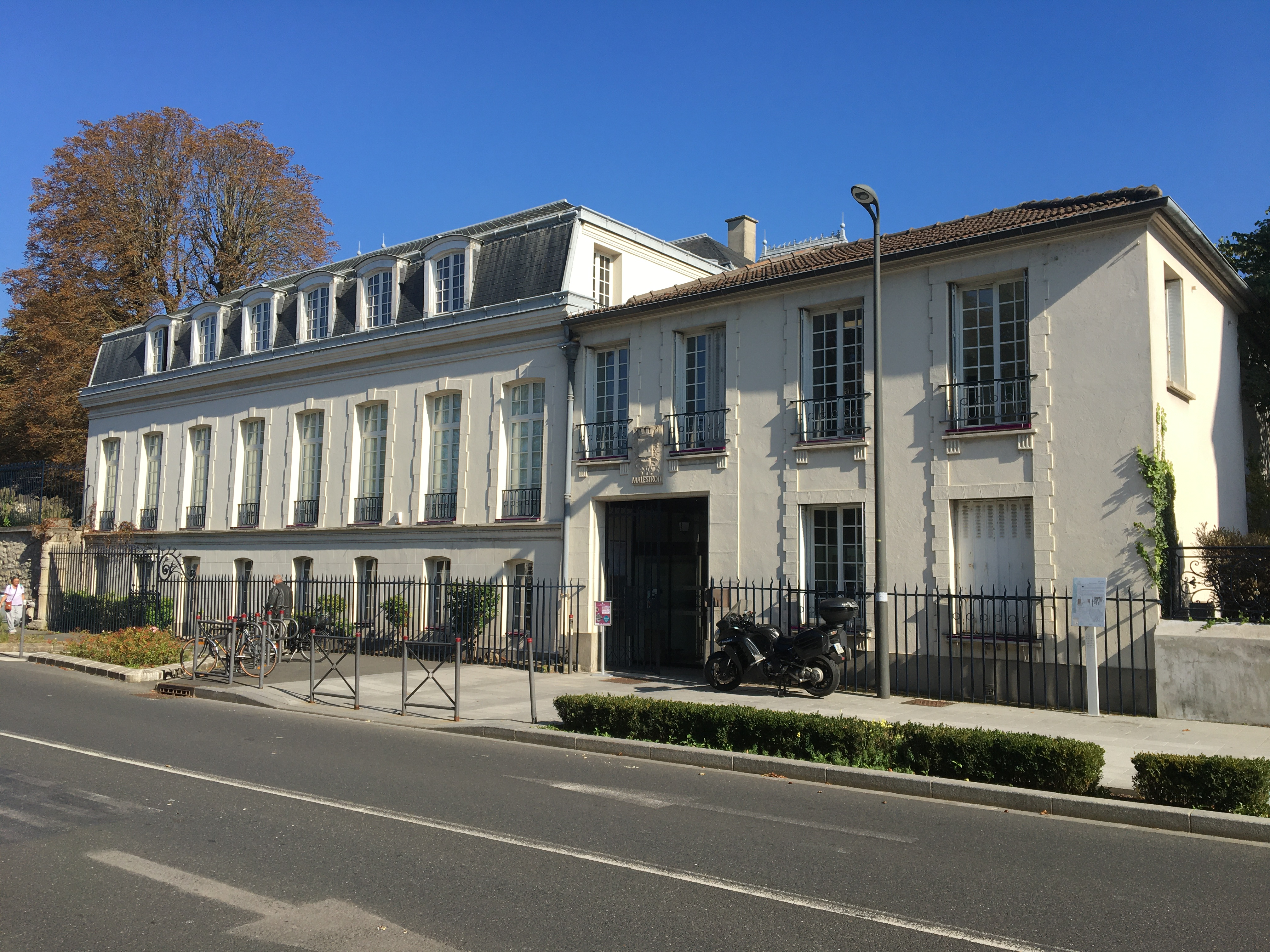
L'hôtel de Malestroit depuis la grande-rue Charles-de-Gaulle.
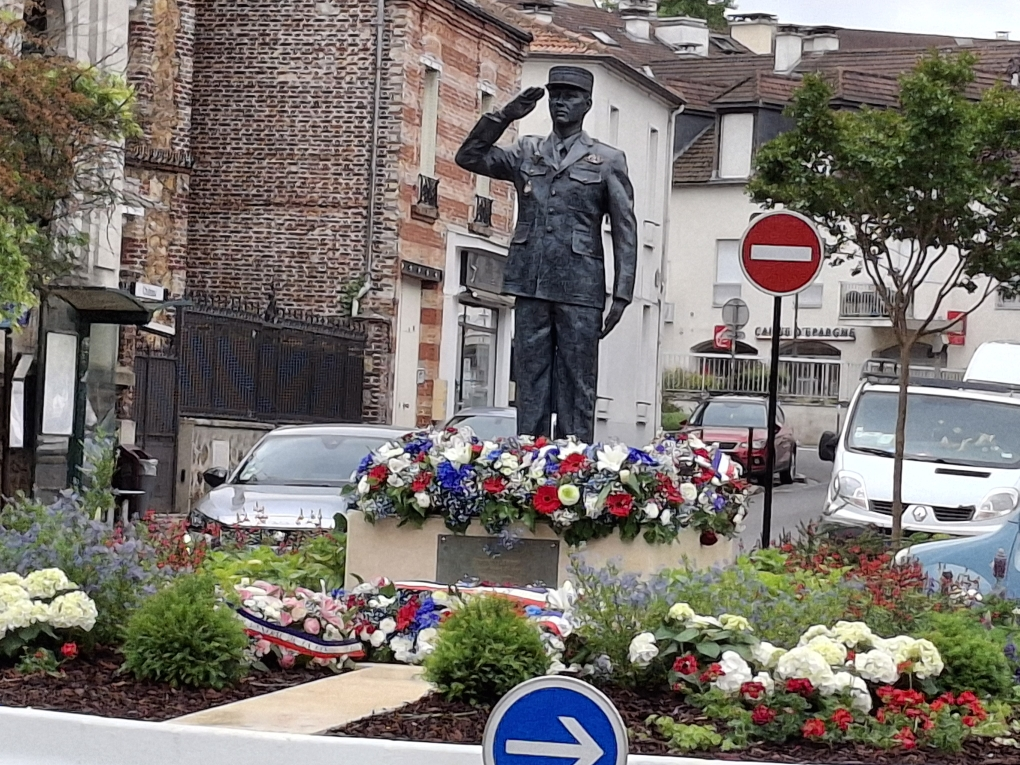
Statue commémorant Arnaud Beltrame, inaugurée à Bry-sur-Marne en mai 2025.

### Le Diorama de Louis Daguerre

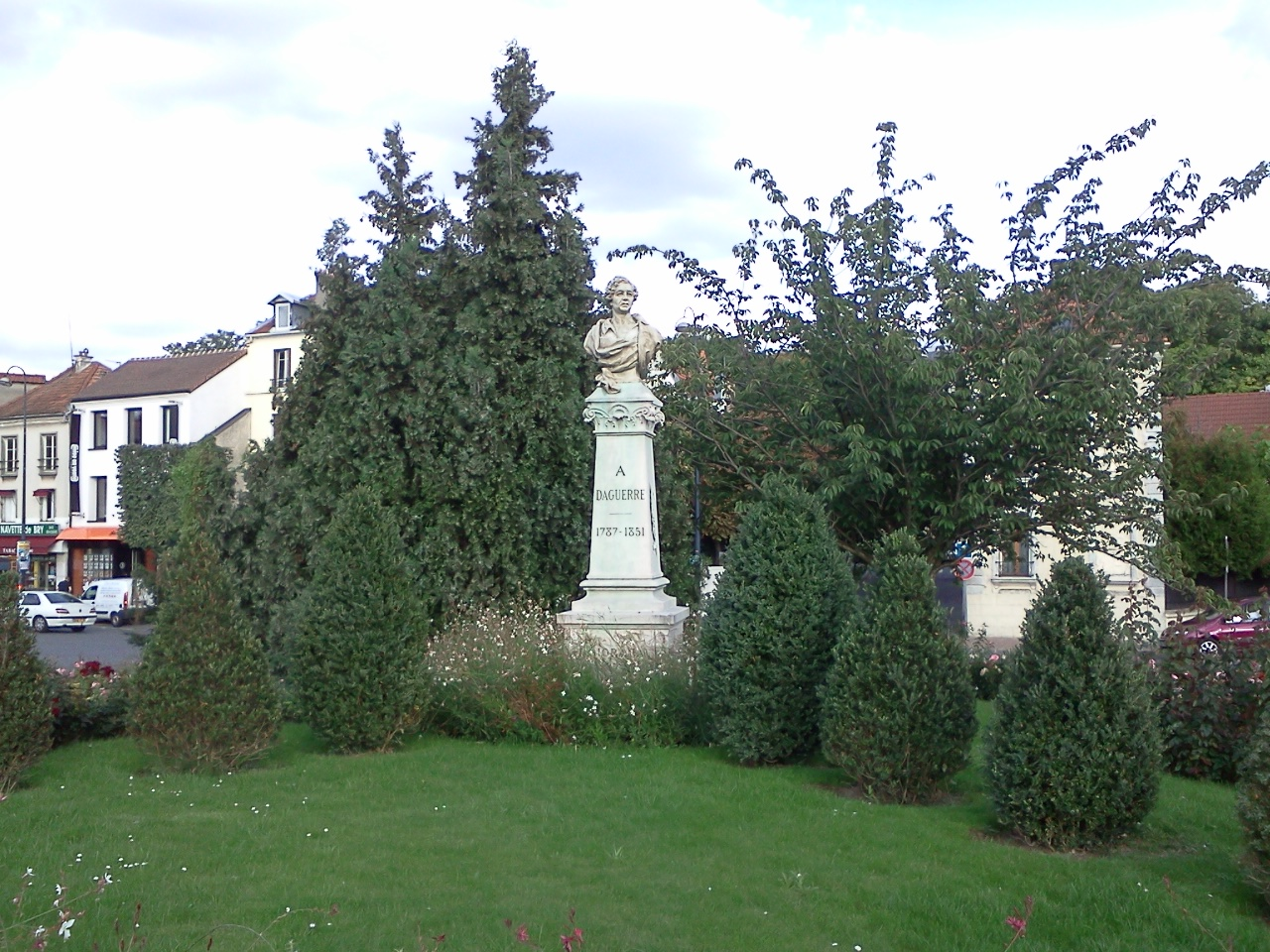
Place Daguerre et son monument.

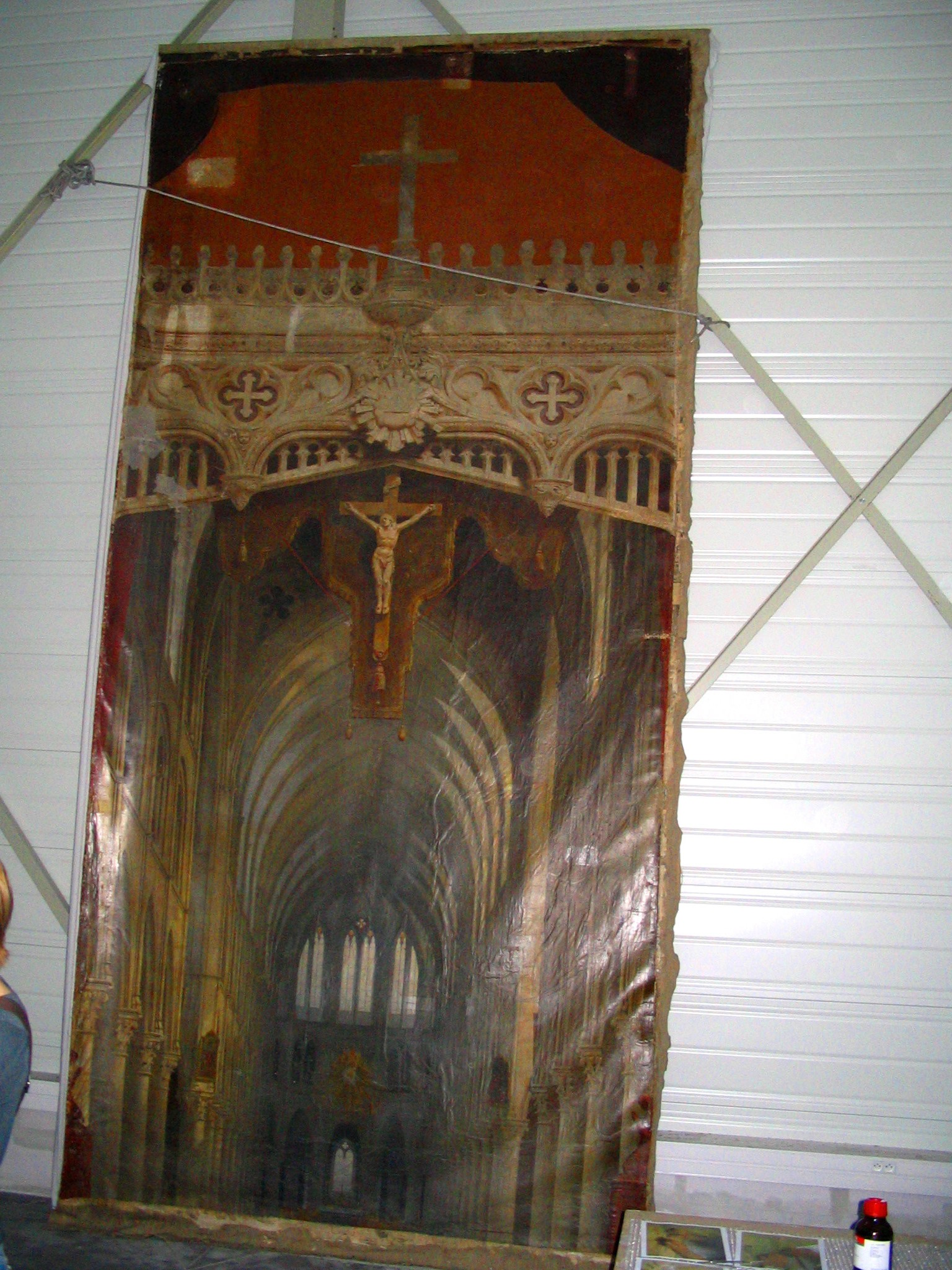
Panneau central du diorama, dans l'atelier de restauration, septembre 2007.

L'église Saint-Gervais-Saint-Protais de Bry-sur-Marne conserve le seul exemplaire restant des dioramas peints par Louis Daguerre. La toile peinte par Louis Daguerre (co-inventeur de la photographie et inventeur du daguerréotype) représente un intérieur d'église gothique. Cette œuvre, véritable tableau animé, est surtout exceptionnelle par son système de transparences et par le traitement scientifique des couleurs qui filtrent la lumière. La toile, peinte sur ses deux faces, une en effet « jour » et l'autre en effet « nuit », se transforme au fur et à mesure de la journée en fonction des variations de la lumière.
En raison du vieillissement des matériaux et de restaurations inadaptées, le diorama était très fortement dégradé. Sa restauration a été confiée à une équipe de restaurateurs : Dominique Dollé (mandataire), Alain Roche, Ariel Bertrand, Bertrand Bedel de Buzareingues et Sophie Deyrolle, qui ont participé à la restauration de la Galerie des Glaces à Versailles. Jacques Moulin, architecte en chef des Monuments historiques, en a assuré la maîtrise d'œuvre. Grâce à un procédé élaboré sur mesure, l'œuvre a pu retrouver une partie des effets illusionnistes originaux.
L'association bryarde Louis Daguerre, le magicien de l'image est chargée de la collecte des fonds. Elle démarche pour cela tous les partenaires potentiels, publics et privés. Jusqu'à sa dissolution demandée par le Maire Monsieur Spilbauer, son président était l'un des rares daguerréotypistes contemporains.
Francis Olschafskie, chercheur à l'université de Boston, a conçu gracieusement le site de l'association. Une Webcam permet au public de suivre en direct la restauration. Cet expert explique l'engouement américain pour Daguerre:
« Aux États-Unis, l'avènement des nouveaux moyens de photographier a relancé la recherche sur les photographies anciennes ; Le diorama est au cœur de quatre domaines : la photographie, le théâtre, le cinéma et la technologie. »
L'École nationale supérieure Louis-Lumière (Noisy-le-Grand), spécialisée dans le cinéma, va réaliser des documentaires sur la restauration.
La fondation Getty a versé 200 000 dollars (environ 138 000 euros) pour la restauration du diorama de l'église Saint-Gervais-Saint-Protais. La fondation Getty finance dans le monde entier des projets pour la sauvegarde d'œuvres d'art ; elle regroupe d'éminents spécialistes dans le domaine de l'histoire de l'art. Recevoir un versement de cette prestigieuse institution signifie donc que la pièce concernée est de grande qualité et le dossier technique sans faille. Désormais, la restauration du diorama bénéficie donc du label "soutenue par la fondation Getty". Ce sésame devrait ouvrir la porte à d'autres financements.
Afin de les obtenir, la Ville compte bien continuer à appliquer la même recette. En 2007, le maire s'est ainsi rendu à New York, Boston, Rochester et Los Angeles pour plaider la cause du diorama.
La ville peut s'appuyer sur la notoriété de Daguerre aux États-Unis pour trouver de nouveaux mécènes. En effet, au pays des grands studios, le co-inventeur de la photographie avec Niepce, est également considéré comme étant à l'origine du cinéma. L'effet d'animation propre au diorama ne fait que renforcer ce crédit.

### Bry-sur-Marne dans les arts et la culture

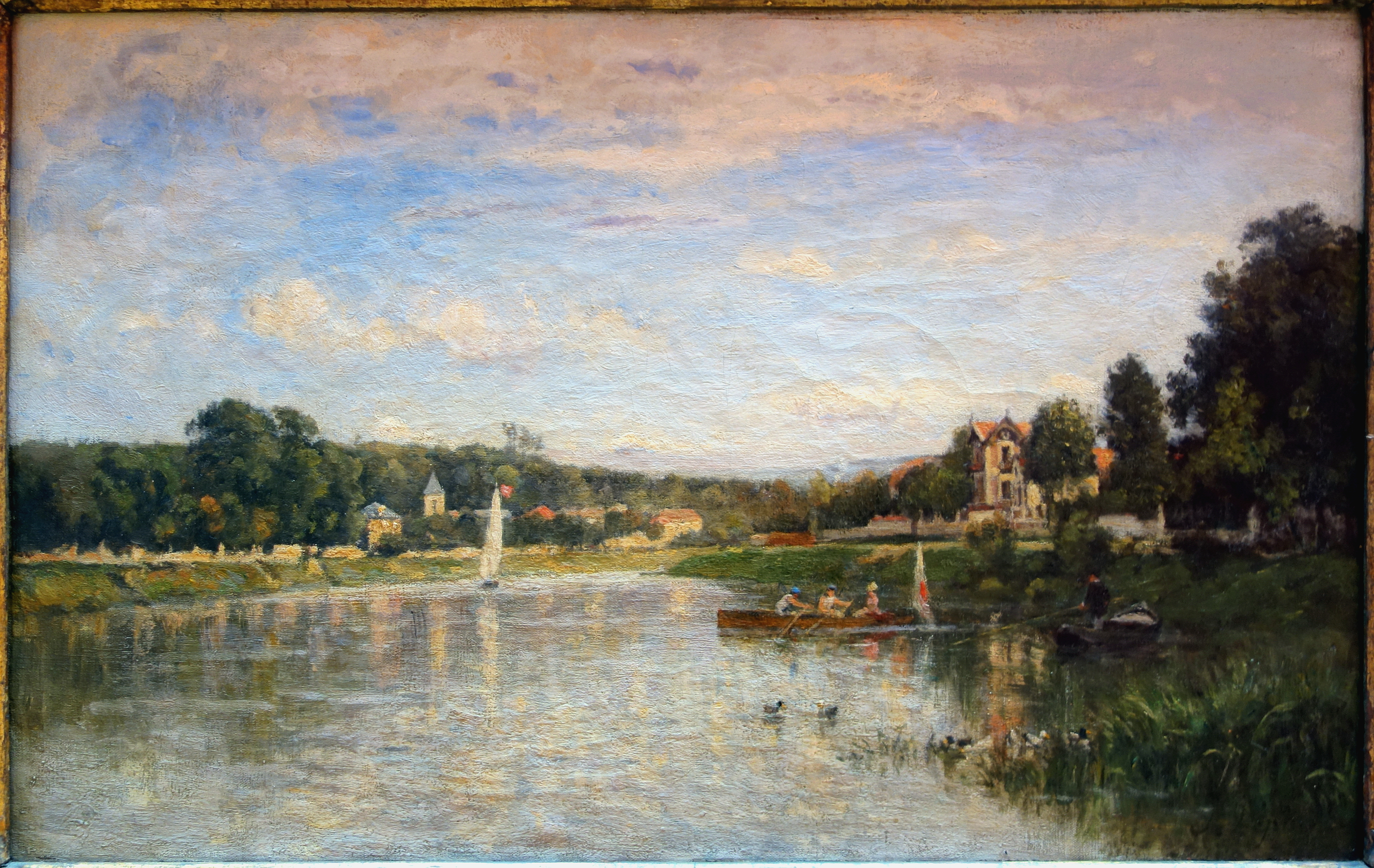
Stanislas Lépine, Vue de Brie-sur-Marne, 1873 Collection du Palais des Beaux-Arts de Lille
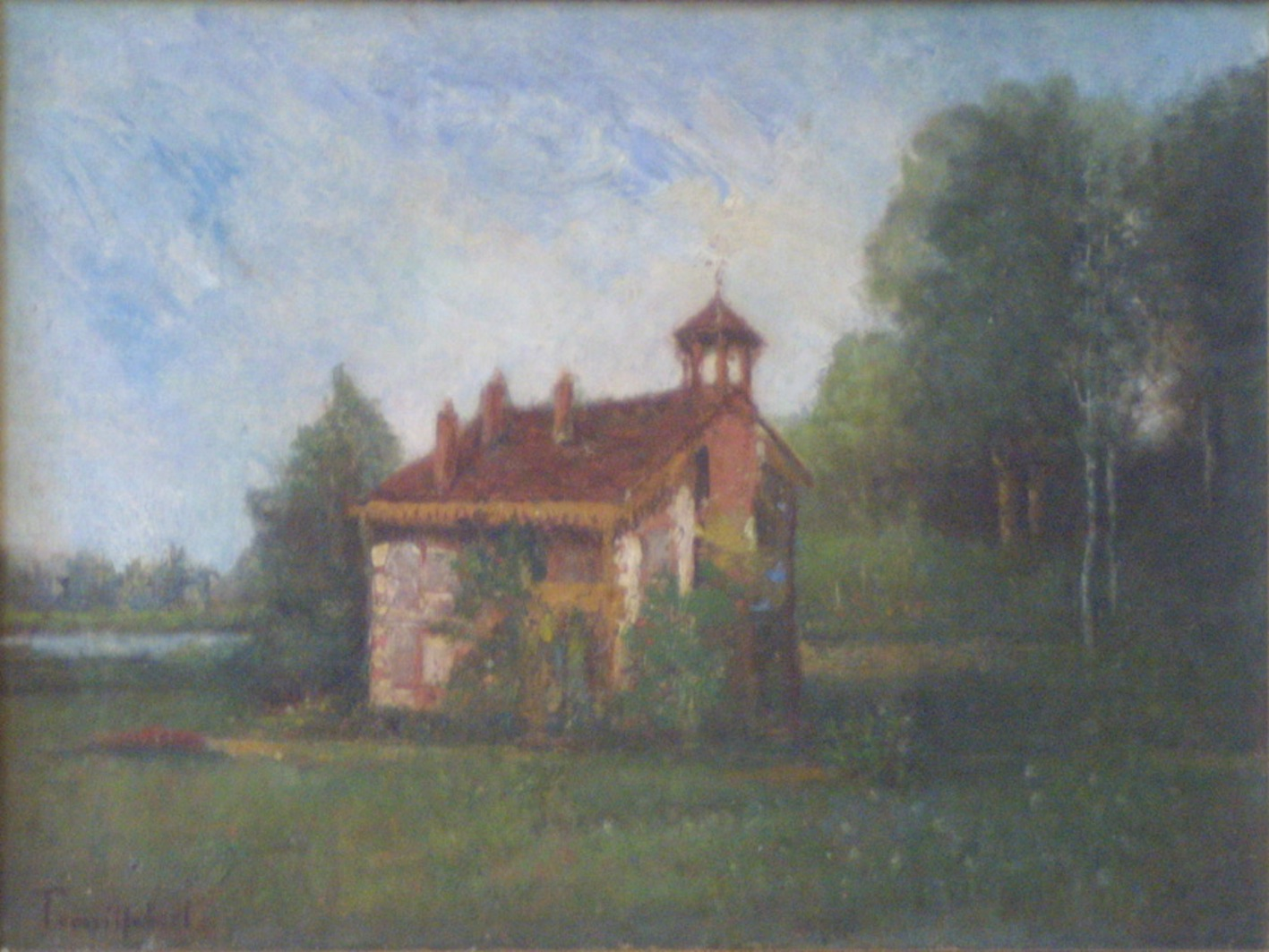
Paul-Désiré Trouillebert : Maison d'Hortense Bégard (épouse du peintre Pierre Ucciani) Collection Ucciani-Paris

#### Studios d'enregistrement de Bry-sur-Marne
- La commune accueille de mai à juillet 2010 le « Cube », lieu de vie de l'émission de télé-réalité Dilemme diffusée sur W9 et présentée par Faustine Bollaert.
- La série TV Soda diffusée sur M6 puis W9 avec Kev Adams est tournée à Bry-sur-Marne.
- L'émission Les Z'amours diffusée sur France 2 fut enregistrée à Bry-sur-Marne dès ses débuts en 1995 jusqu'en 2015, date à laquelle le plateau de tournage déménage aux Studios de la Montjoie à La Plaine Saint-Denis.
- L'émission de divertissement Vidéo Gag diffusée sur TF1 de 1990 à 2008 et présentée par Bernard Montiel, Alexandre Debanne, Alexandre Delpérier, Olivia Adriaco et Sébastien Folin fut enregistrée à Bry-sur-Marne.
- La première saison du jeu télévisé d'Antenne 2 (devenue depuis France 2), Motus, présenté par Thierry Beccaro, fut enregistrée dans les studios de Bry-sur-Marne entre juillet 1990 et août 1991. Le plateau de tournage a ensuite déménagé au Village de la Communication, à Saint-Ouen.
- Les émissions de divertissement de France 2, Le Plus Grand Cabaret du monde et Les Années bonheur, présentées toutes les deux par Patrick Sébastien furent enregistrées à Bry-sur-Marne, jusqu'en 2015, date à laquelle les plateaux de tournages de ces dernières furent transférés aux Studios du Lendit à La Plaine Saint-Denis.
- Le jeu télévisé de TF1, Le Juste Prix fut enregistré aux studios de Bry de 1988 à 1998 jusqu'à ce que les enregistrements de l'émission déménagent à La Plaine Saint-Denis en 1998.
- Le premier jeu télévisé présenté par Vincent Lagaf', L'Or à l'appel, diffusé sur TF1 du 25 mars 1996 au 27 juin 1997, fut tourné en direct depuis les studios de Bry-sur-Marne.
- La dernière saison du jeu télévisé de Lagaf', Le Bigdil, également diffusé sur TF1, fut enregistrée dans les studios de Bry-sur-Marne, entre septembre 2003 et juillet 2004, date de son arrêt définitif après 1395 épisodes. L'émission fut auparavant tournée dans les Studios 107 de La Plaine Saint-Denis.
- Le jeu télévisé de TF1, Zone rouge, présenté par Jean-Pierre Foucault, fut enregistré dans les studios de Bry-sur-Marne entre janvier 2003 et avril 2005.
- Le jeu télévisé de France 2, Un mot peut en cacher un autre, présenté par Damien Thévenot, fut enregistré aux studios de Bry-sur-Marne entre 2015 et 2016.

Les Studios de Bry cessent ensuite les enregistrements d'émissions télévisées pour devenir des studios entièrement dédiés aux tournages de films et de séries de fiction.

### Personnalités liées à la commune

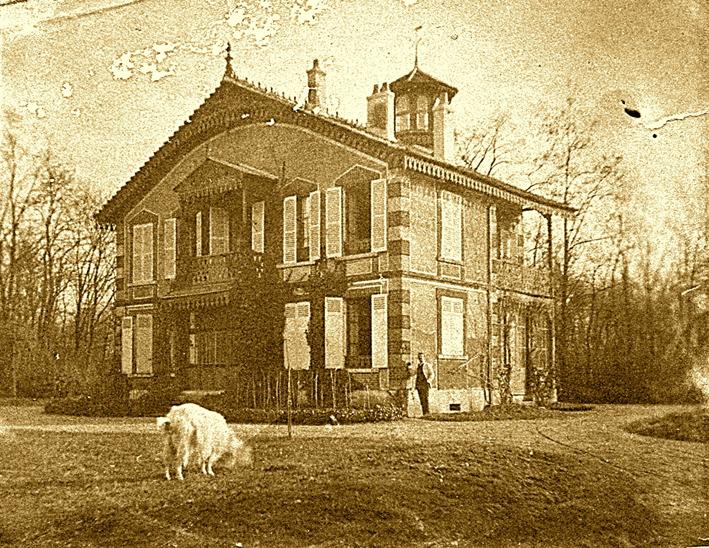
Maison des parents Bégard
à Bry-sur-Marne
peinte par Paul-Désiré Trouillebert
photo collection Ucciani-Paris

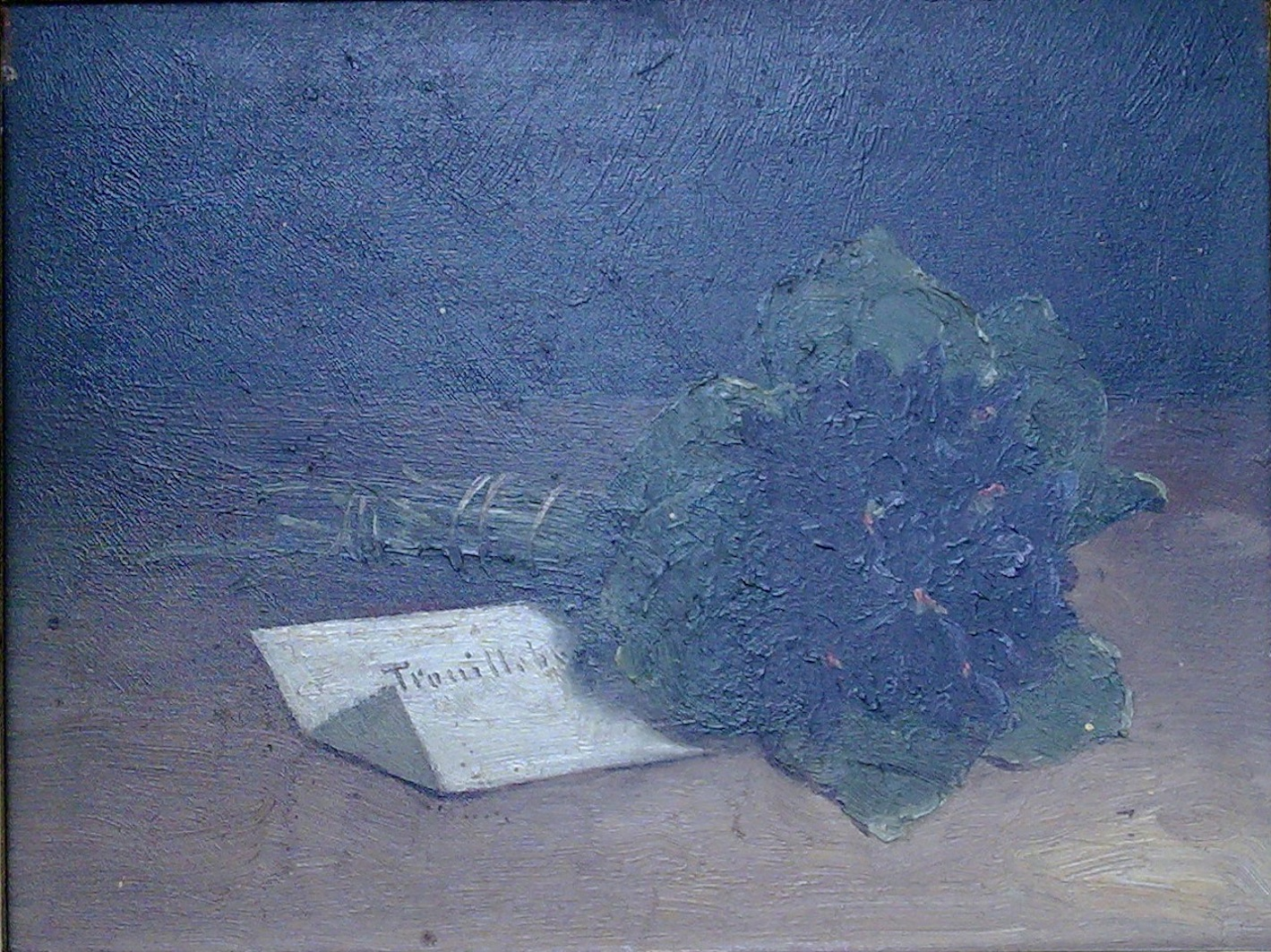
Bouquet de violettes
offert à Hortense Bégard
épouse du peintre Pierre Ucciani
tableau de Paul-Désiré Trouillebert
Collection Ucciani-Paris

- François de Troy (1645-1730), peintre de cour, possédait une maison à Bry.
- Gaëtan Vestris (1729-1808), chorégraphe et danseur, a acheté l'hôtel de Malestroit à Bry en 1794[70]
- Étienne de Silhouette (1709-1767), homme politique français, qui acquiert le château de Bry en 1760 et le fait agrandir[71].
- Charles-Maurice de Talleyrand-Périgord (1754-1838) fut châtelain de Bry-sur-Marne de 1803 à 1808[72].
- Baron Louis (1755-1837), ministre des finances sous Louis XVIII et Louis-Philippe, y est décédé.
- Louis Daguerre (1787-1851) était un artiste français considéré comme un des inventeurs de la photographie, connu pour l'invention du daguerréotype. Il est mort le 10 juillet 1851 à Bry-sur-Marne.
- Henry Cohen (1806-1880), numismate français, y est décédé.
- Paul-Désiré Trouillebert (1829-1900), peintre de l’école de Barbizon, séjourne fréquemment chez les Bégard (belle famille de Pierre Ucciani) à Bry-sur-Marne.
- Adrien Mentienne (1841-1927), historien et archéologue, maire de Bry-sur-Marne de 1868 à 1881, donna son nom au musée de la ville.
- Pierre Ucciani (1851-1939), peintre, expert et marchand d'art, séjourne jusqu'à son divorce (1892) chez son épouse Hortense Bégard[73],[74] à Bry-sur-Marne.
- Ferdinand Gueldry (1858-1945), peintre français ayant eu son atelier à Bry.
- Paul Pierre Ucciani (1880-1966), magistrat, fils de Pierre Ucciani et neveu de Simon Ucciani (conseiller honoraire à la cour d'appel de Paris), il demeure à Bry-sur-Marne avec sa mère Hortense Bégard[73],[74], il en est Juge de paix suppléant de 1914 à 1918.
- Marie-Renée Ucciani (1883-1963), peintre et sculpteur, passe son enfance chez sa mère Hortense Bégard[73],[74], à Bry-sur-Marne.
- Hermine David (1886-1970), artiste peintre et graveur
- Bernard Schoeller (1929-2020), architecte connu pour les piscines Tournesol, mort à Bry-sur-Marne en 2020.
- Michel Simon (1895-1975), comédien, mort à Bry-sur-Marne en 1975.
- Hervé Bazin (1911-1996), romancier, résida à Bry-sur-Marne de 1967 à 1973[72].
- Jean Valton (1921-1980) était un chansonnier et imitateur français né le 14 juillet 1921 à Bry-sur-Marne.
- Guy Delorme (1929-2005), acteur et cascadeur français, décédé en 2005 à Bry-sur-Marne.
- Marc Raquil (1977-), Athlète, ancien champion du monde du 4x400 mètres a habité a Bry sur Marne[75].
- Johann Zarca (1984-), romancier et titulaire du prix de Flore 2017. Il a grandi dans la commune et l'intrigue de son troisième roman, P'tit monstre, s'y déroule[76].

### Héraldique, logotype et devise
| Blason de Bry-sur-Marne | Blason  | Devise / Cri« Moult viel que Paris » qui signifie : « Plus vieille que Paris ». Cette devise peut s’expliquer par le fait qu’à la fin du 19e siècle, Adrien Mentienne, Maire de l’époque et archéologue à ses heures perdues, venait de mettre au jour à Bry une vaste nécropole gallo-romaine et mérovingienne dont l’ancienneté permit à la modeste commune de Bry de revendiquer des origines séculaires et ainsi de rivaliser avec Paris ! |

Logo de la municipalité jusqu'en 2021.

| Blason de Bry-sur-Marne | Détails | En bas à gauche : on retrouve un pont de bois antique, qui rappelle que l’histoire de la commune est liée à la traversée de la Marne. Le mot « Bry » est d’ailleurs un dérivé du mot gaulois « briva » qui veut dire « pont ». On suppose qu’un premier pont a été bâti à Bry durant l’Antiquité. Il faudra ensuite attendre 1830 pour avoir à nouveau un pont. En haut à gauche : c’est une roue à aubes qui évoque l’ancien moulin de Bry, présent sur la commune jusqu’en 1859, entre les îles d’amour et du moulin. Ce moulin d’origine médiévale servait à moudre le blé pour obtenir de la farine et donc nourrir les habitants de la commune. En haut à droite : il y a trois épis de blé qui évoquent la vocation primitive, rurale et agricole de la commune. En 1905, Bry était un village rural de 2 700 habitants où l’on cultivait le blé. Au début du 20e siècle, des champs étaient exploités sur le plateau et sur les coteaux de la ville. En bas à droite : on retrouve l’orme multiséculaire de Bry, planté dès le 15e siècle et abattu en 1904. En effet, auparavant, à l’emplacement de la Mairie il y avait une place publique qui comprenait un alignement de plusieurs dizaines d’ormes. L’orme était la fierté de la commune. C’est aussi un symbole de longévité, qui signifie que l’histoire de Bry est ancienne et qu’elle perdurera encore longtemps. Au-dessus du blason, on retrouve une couronne de tours fortifiées qui signifie que ce blason est un blason de ville. Autour de ce dernier, des motifs floraux : des plantes aquatiques sur la gauche qui symbolisent le lien avec la Marne, et des fruits sur la droite qui rappellent que Bry était à l’époque connue pour ses cultures de prunes. En effet, la « bonne de Bry », variété mise au point au 19e siècle, était réputée pour sa saveur, la terre argileuse étant favorable au développement d’arbres fruitiers. Un ouvrage de botanique la cite même comme l’un des plus beaux fruits du 20e siècle. Le blason a été créé en 1905 par Ferdinand Corinthe Dandois, peintre verrier et héraldiste de Vincennes, et adoptées par délibération du Conseil municipal en 1905, présidé par M. Jules Fay-la-Croix, maire de l’époque |

## Pour approfondir